# Monuments et lieux touristiques de Bari
 (mars 2019).
Si vous disposez d'ouvrages ou d'articles de référence ou si vous connaissez des sites web de qualité traitant du thème abordé ici, merci de compléter l'article en donnant les références utiles à sa vérifiabilité et en les liant à la section « Notes et références ».
 (janvier 2019).

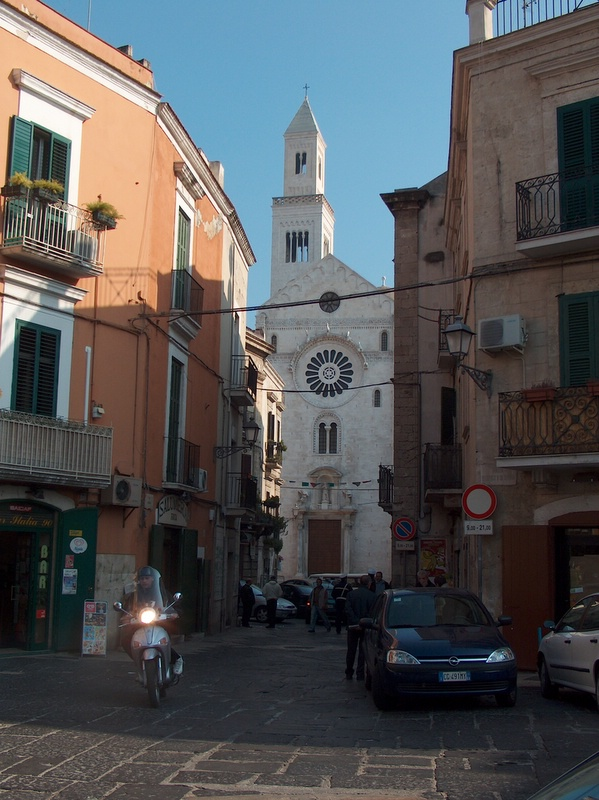
Barivecchia

Le centre urbain actuel de la ville de Bari a deux composantes :
- la nouvelle ville (fondée en 1813 par Joachim Murat) qui s'étend entre la voie ferrée et la côte avec des routes en treillis orthogonales,
- la vieille ville (appelée Bari Vecchia) entre les nouveaux et anciens ports, fermée à l'est par des murs qui la séparent de la promenade, avec un tracé urbain médiéval.

L'ancienne Bari conserve quelques édifices religieux romans et le noyau du château fort normand-souabe construit par Frédéric II de Souabe (sur le site des anciennes fortifications normandes et byzantines).
La nouvelle Bari abrite le musée archéologique (avec de nombreuses céramiques) et, sur le front de mer, la galerie d'art provinciale de Nazario Sauro. Non loin du front de mer, le théâtre Petruzzelli, construit entre 1898 et 1903, a récemment rouvert au public après une longue rénovation à la suite de l'incendie de 1991.

## Architecture civile

### Palais du début duXXesiècle

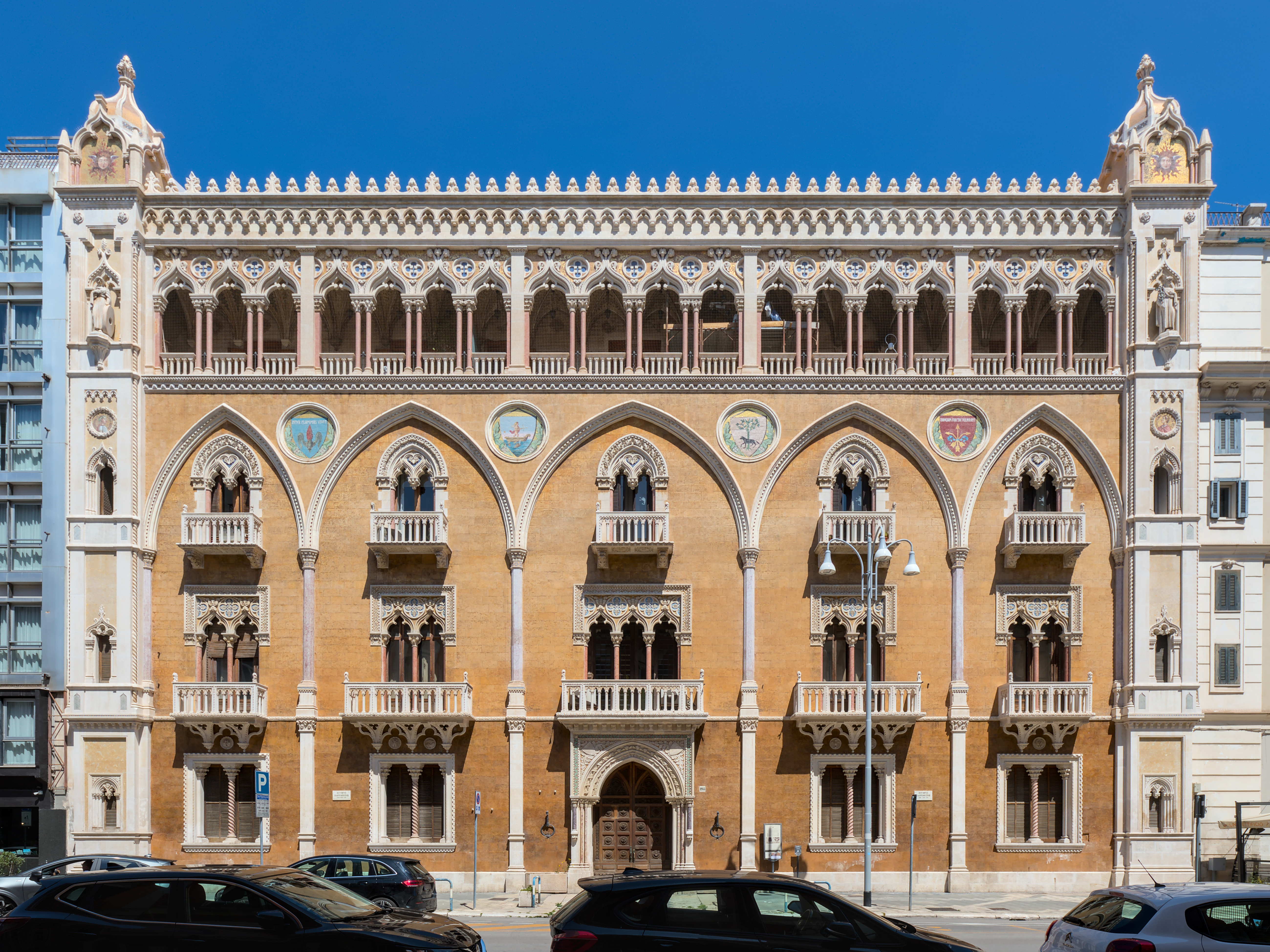
Palais Fizzarotti

- Palais Fizzarotti (Palazzo Fizzarotti)

Le Palais Fizzarotti, construit sur le Corso Vittorio Emanuele II et considérablement agrandi au début du vingtième siècle par Ettore Bernich et Augusto Corradini, présente un style éclectique : il a en effet des caractéristiques de l'art roman, mêlées avec différentes autres spécificités architecturales. La façade, composée de trois étages dans le style vénitien, rend hommage à la libération de la ville, occupée par les Sarrasins puis par la république de Venise en 1022. L'intérieur de l'édifice est accessible par un hall d'entrée en marbre. Les décorations intérieures évoquent l'époque de Frédéric II du Saint-Empire. On y trouve aussi des allégories des activités économiques des Pouilles et des symboles ésotériques. Le bâtiment, qui est maintenant utilisé à des fins résidentielles, abrite également des salles d'exposition.
- Palais Atti (Palazzo Atti)

La résidence privée, située sur le prestigieux Cours Cavour, route clé qui sépare le quartier Murat du front de mer, est abondamment décoré: couronnes de fleurs, motifs géométriques, groupe impressionnant de sculptures sur la loggia noble au-dessus de la porte principale. L'ingénieur Ettore Patruno, qui a conçu le projet en 1915, a voulu célébrer le triomphe de l'éclectisme en vogue dans ces années-là.
- Hôtel Oriente (Hotel Teatro Casinò Oriente)

L'hôtel est près du palais Atti. L'ingénieur Orazio Santalucia a supervisé la construction du bâtiment destiné à l'hôtellerie et à des spectacles publics. Sa décoration est éclectique. Les plafonds conçus en utilisant des poutres de 15 mètres sont un exemple remarquable de cette technique innovante pour son époque.
- Palais Stoppelli (Palazzo Stoppelli)

Situé sur le cours Cavour et contigu à l'hôtel Oriente, le palais Stoppelli a été construit en 1919 à des fins commerciales et résidentielles. Il a les mêmes caractéristiques stylistiques que l'hôtel Orien, avec lequel il partageait concepteur et clients.
- Palais Colonna (Palazzo Colonna)

La large façade du palais Colonna, sur le lungomare Araldo Crollalanza, présente un contraste entre sa base rustique et les tons pastel des étages supérieurs. Le palais fut construit par Vincenzo Bavaro en 1925 pour une utilisation à des fins résidentielles et commerciales.
- Palais Fione-Saponaro (Palazzo Fione-Saponaro)

Construit en 1925 près du front de mer, sur le lungomare Nazario Sauro, cette résidence privée, projet de Giovanni Logroscino. se caractérise par une empreinte classique, dans laquelle on retrouve aussi des éléments éclectiques. La façade de cinq étages, de deux couleurs, est divisée par des pilastres aux chapiteaux corinthiens. Les balustrades des balcons sont faites de colonnes de briques à l'étage principal, et de maille en fer forgé avec des motifs floraux aux autres étages.
- Palais Dioguardi-Durante (Palazzo Dioguardi-Durante)

Construit en 1925 par l'architecte Saverio Dioguardi pour servir de résidence privée, le palais Dioguardi-Durante est situé dans un coin près de la Piazza Eroi del mare (place Héros de la mer). Il comporte cinq étages. Sa façade est formée de douces courbes dans un style éclectique.

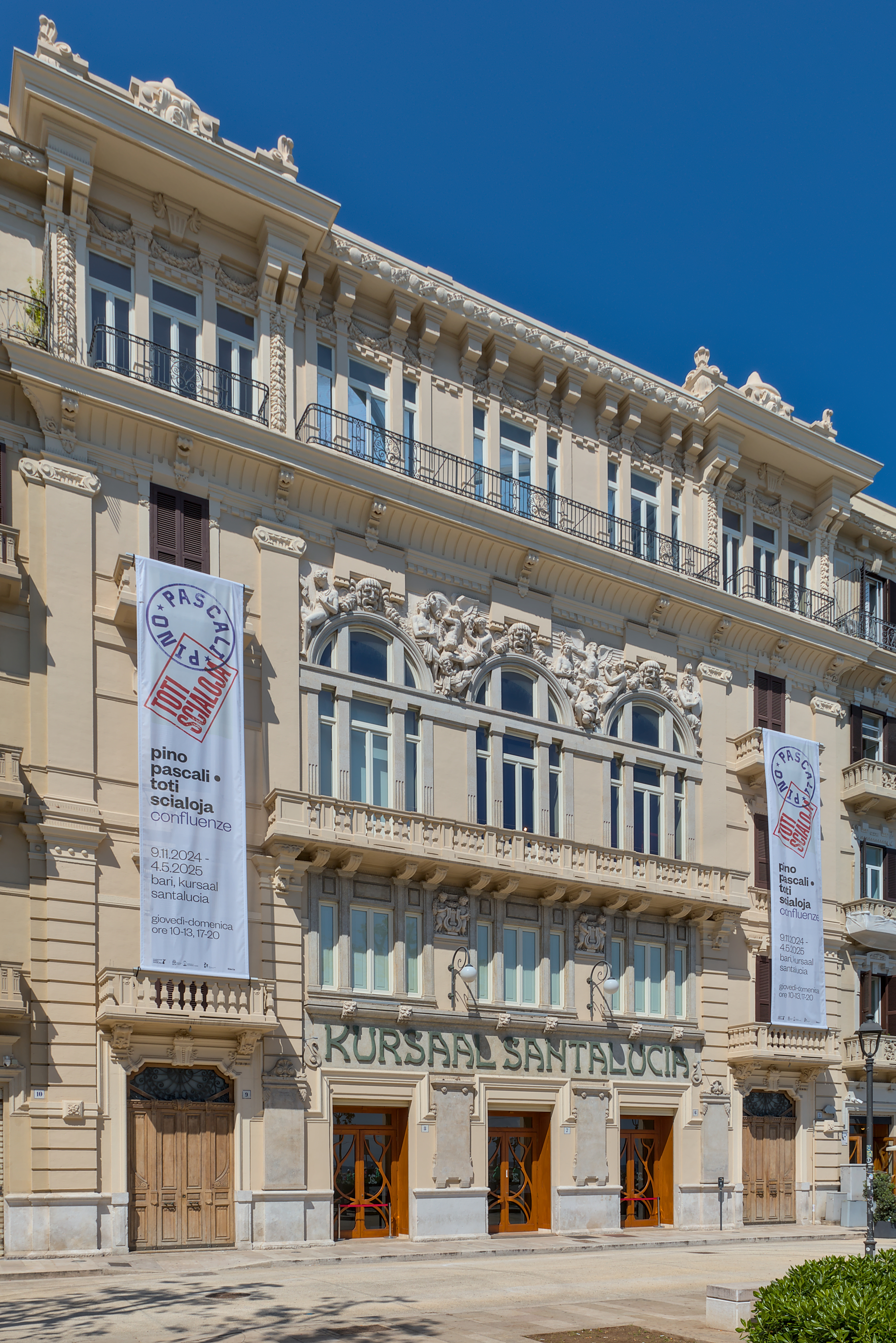
Kursaal Santalucia

- Kursaal Santalucia (Kursaal Santalucia)

Construit en 1924 par Orazio Santalucia comme une résidence privée, cet immeuble près de la mer a été rapidement utilisé par le concepteur, qui en était aussi le propriétaire, comme salle de projection. La façade et l'intérieur sont de style Art nouveau, mais le bâtiment est respectueux des volumes compacts typiques du quartier Murat. Ces dernières années, Paolo Portoghese a redonné au Kursaal sa gloire passée tout en préservant sa décoration intérieure originale.

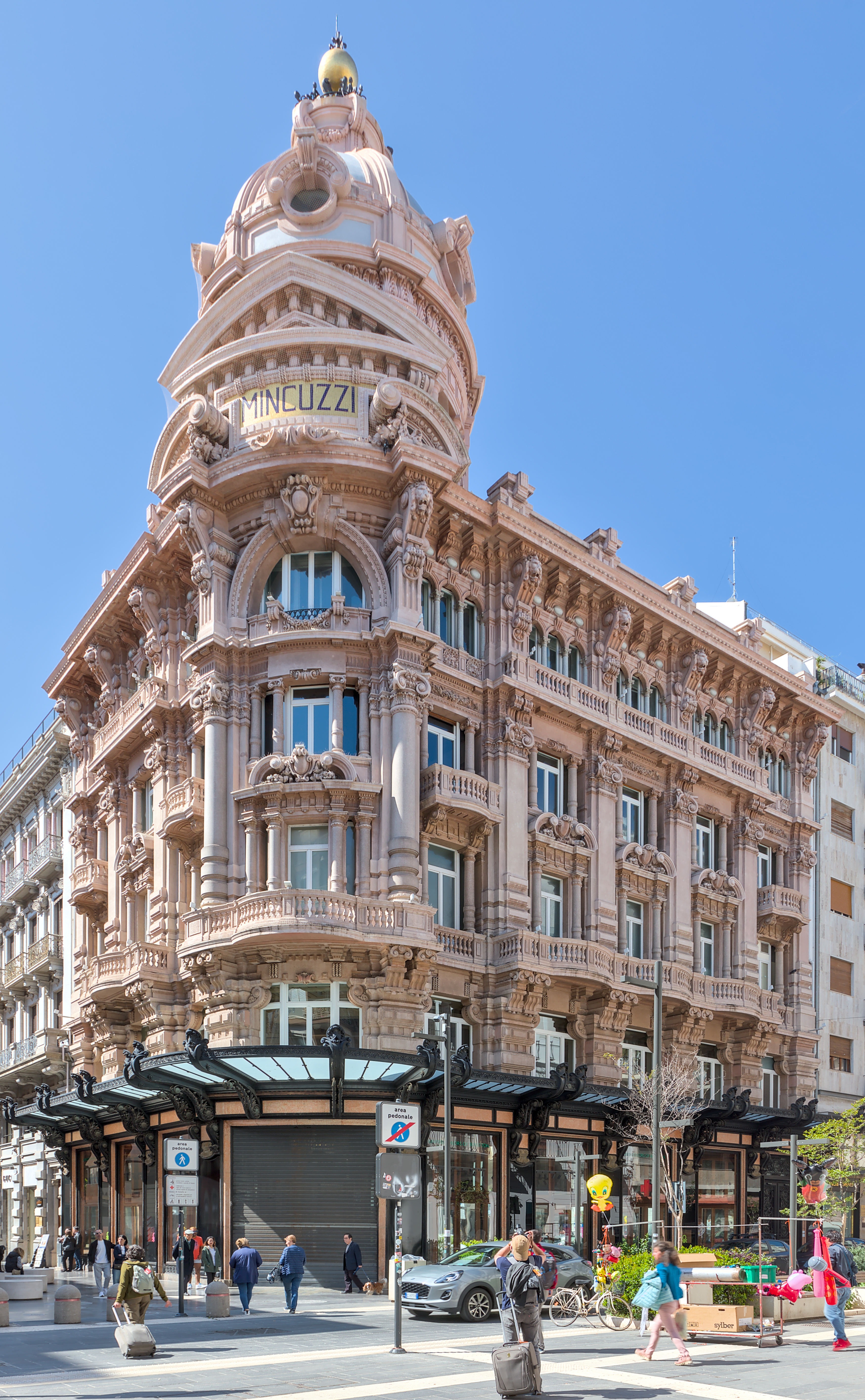
Palazzo Mincuzzi

- Palais des Magasins Mincuzzi (Palazzo dei Magazzini Mincuzzi ou Palazzo Mincuzzi)

Au cœur du quartier Murat, au coin des rues Sparano et Putignani, Aldo Forcignanò a élaboré en 1923 le projet de ce bâtiment à fins commerciales qui présente une solution d'angle spectaculaire. La façade est un dédale de colonnes, pilastres rustiques et chapiteaux ioniques. L'intérieur, riche en décorations Art Nouveau, est dominé par un escalier monumental et éclairé par la coupole de verre qui domine le bâtiment.
- Maison Mincuzzi (Palazzo privato Mincuzzi)

Sur la même rue du palais des magasins, se trouve la résidence privée de la famille, dont le projet (1932) a été également confié à Forcignanò. L'architecte a préféré ici une façade rationnelle avec des lignes sévères, ascétiques et métaphysiques, ne permettant que l'alternance de blanc et d'ocre.
- Palais Pollice (Palazzo Pollice)

L'architecte Sabino Calderazzi a adopté une solution rationnelle pour la façade de cette résidence privée située dans le quartier Murat. La majeure partie de l'immeuble de six étages est ornée de balcons arrondis. Dès sa construction (années 1930), il constitua un élément de premier plan dans le paysage urbain.
- Palais Noli (Palazzo Noli)

Les deux couleurs de la façade, une dominante de blanc et d'ocre, caractérisent cette résidence privée, construite en 1932-1939 sur un projet du même propriétaire.
- Hôtel des Nations (Albergo delle Nazioni)

Symboliquement placé sur le front de mer, tourné vers la côte orientale de l'Adriatique, l'hôtel, blanc et massif, construit en 1932, dans les années qui ont suivi l'inauguration de la Foire du Levant, est caractérisé par une solution planimétrique et volumétrique axée sur la symétrie angulaire. Il a été réalisé par l'architecte Alberto Bini Calza.

## Architecture religieuse

### Basilique Saint-Nicolas de Bari
La basilique, symbole de la ville de Bari, est située dans le cœur de la vieille ville, dans une grande place, où, avant sa construction, il y avait le palais du katepanō byzantin (détruit lors d'une révolte populaire). Le bâtiment a été érigé entre 1087 et 1197 pour accueillir les reliques de saint Nicolas, volées à Myre par des marins en 1087. Sa structure est l'un des meilleurs exemples d'architecture romane.

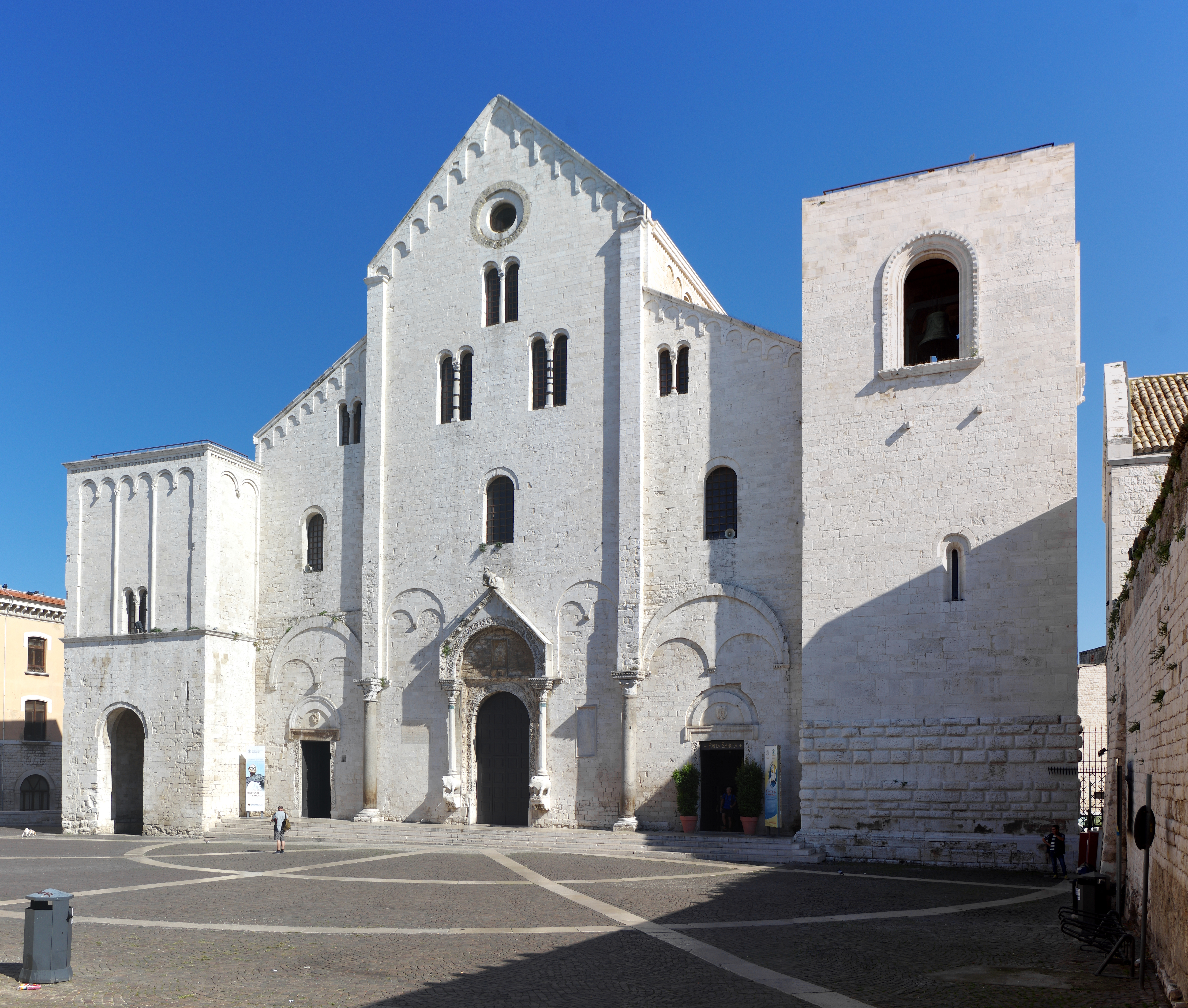
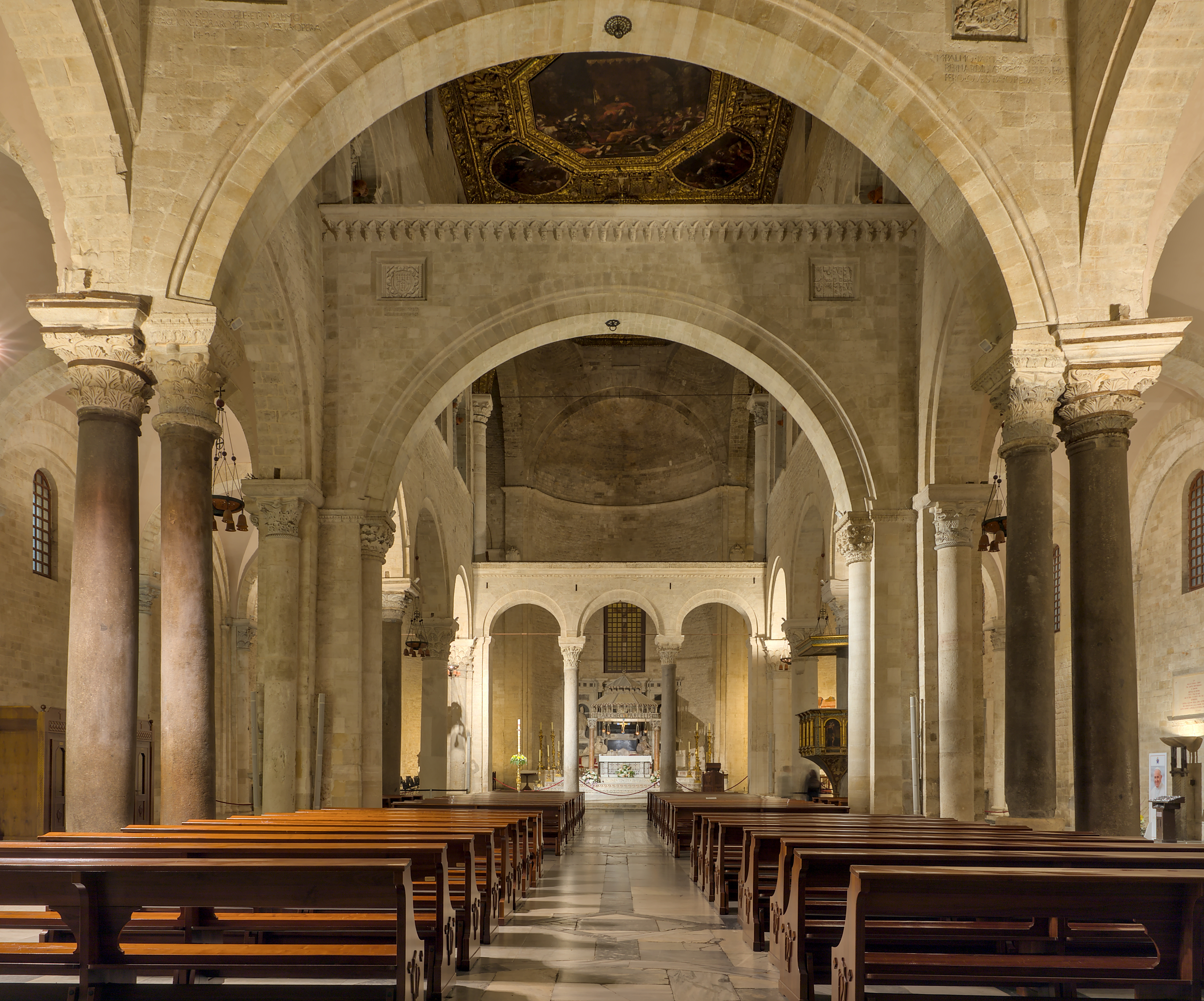
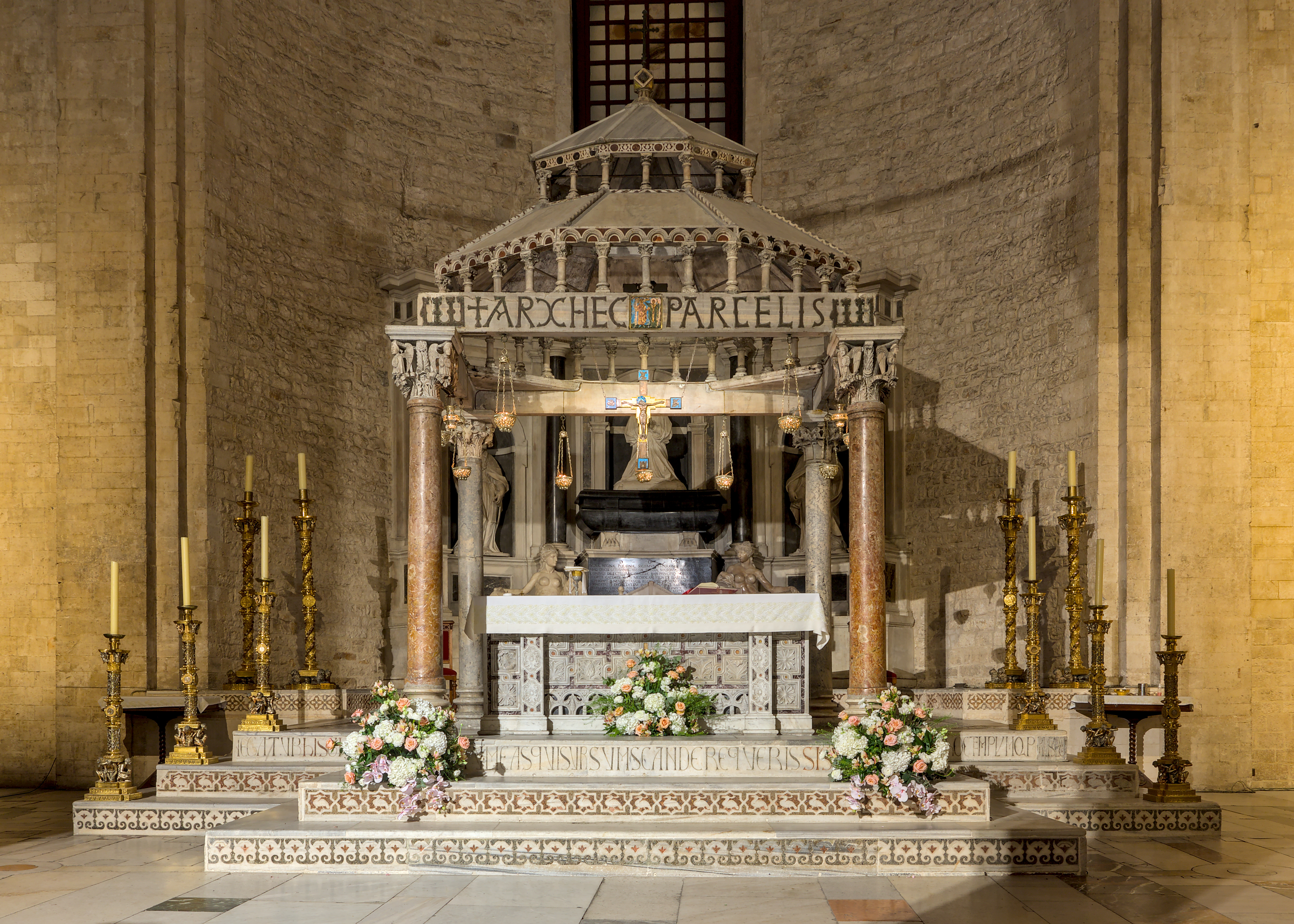
Cyborium
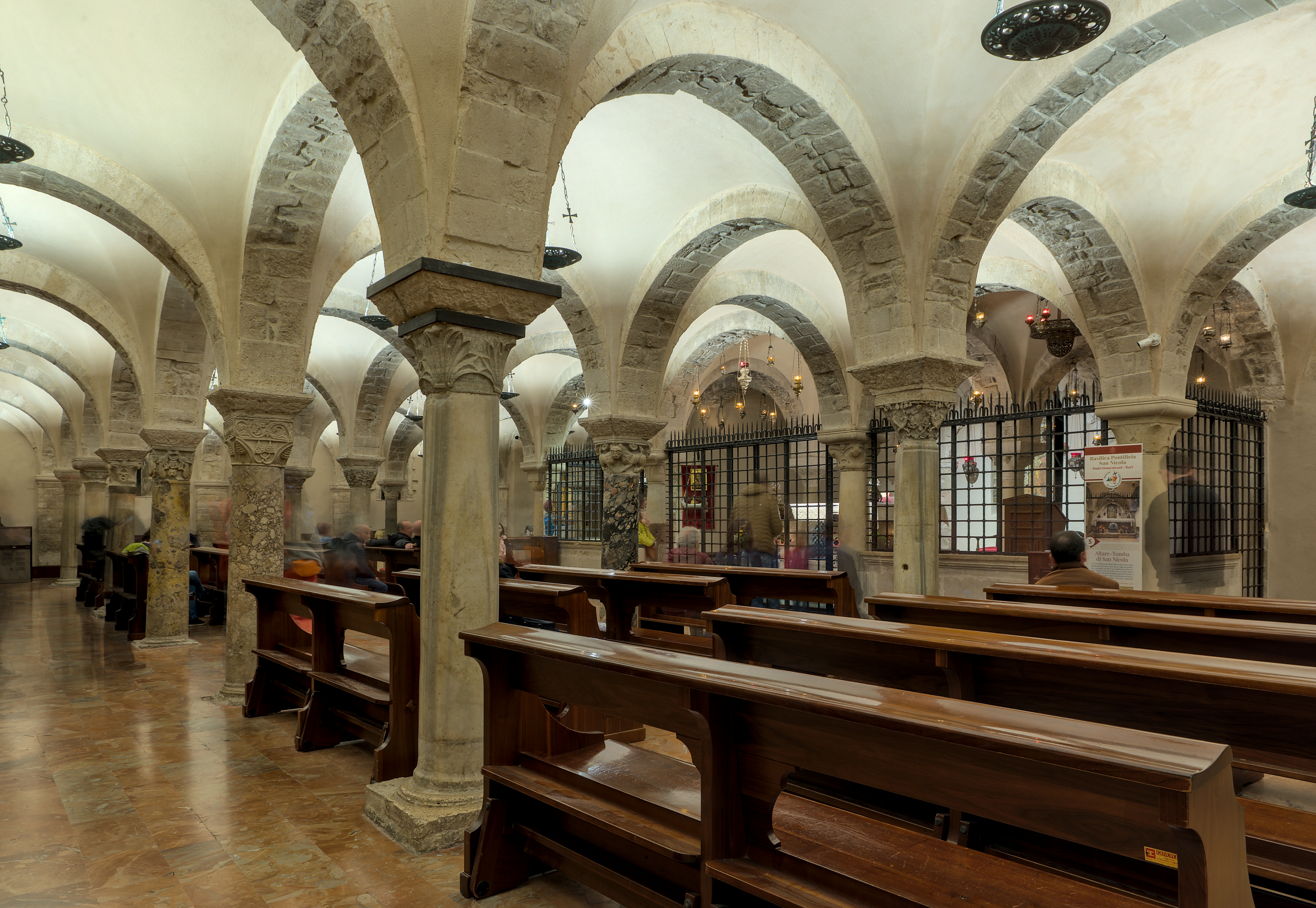
Crypte
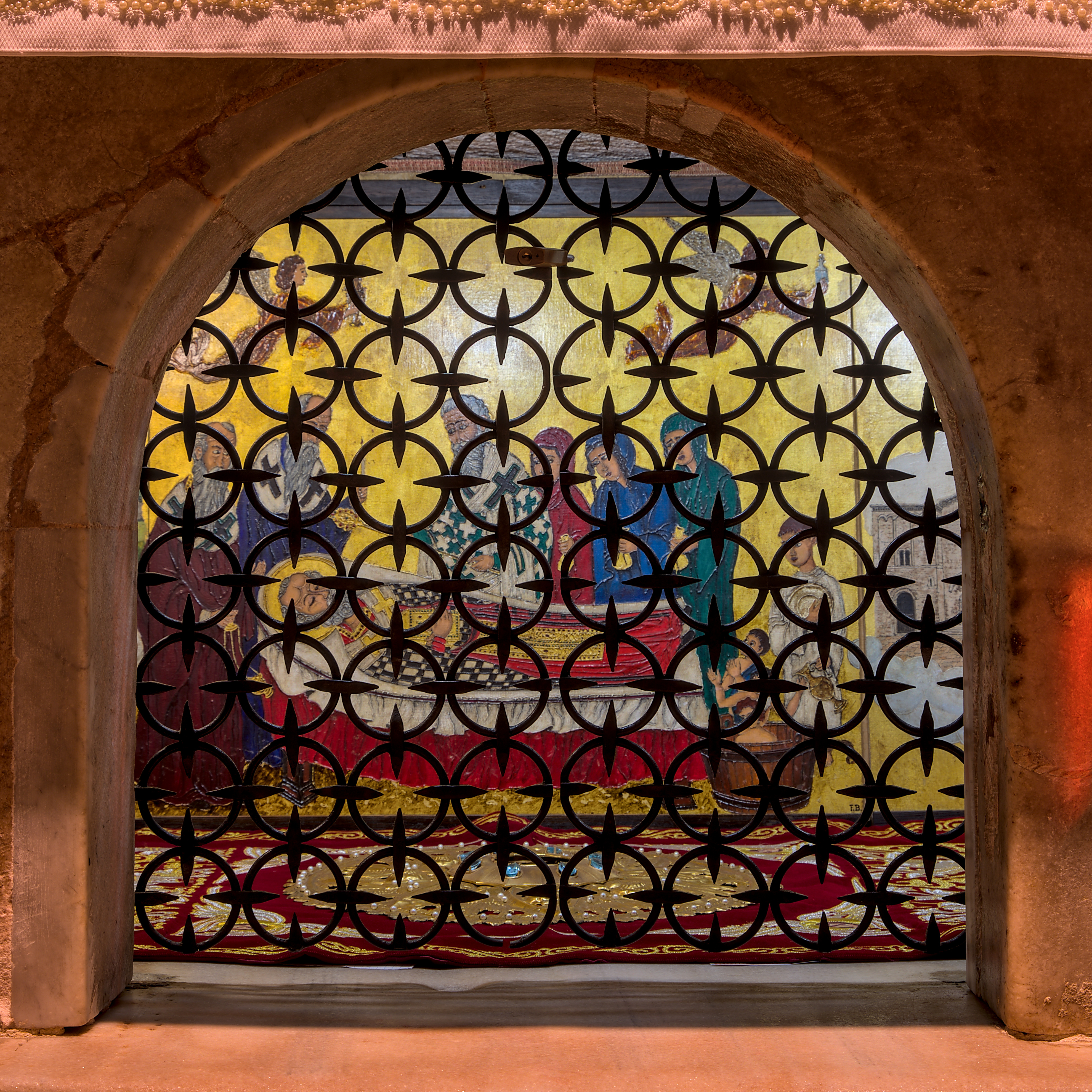
Reliques de saint Nicolas dans la crypte
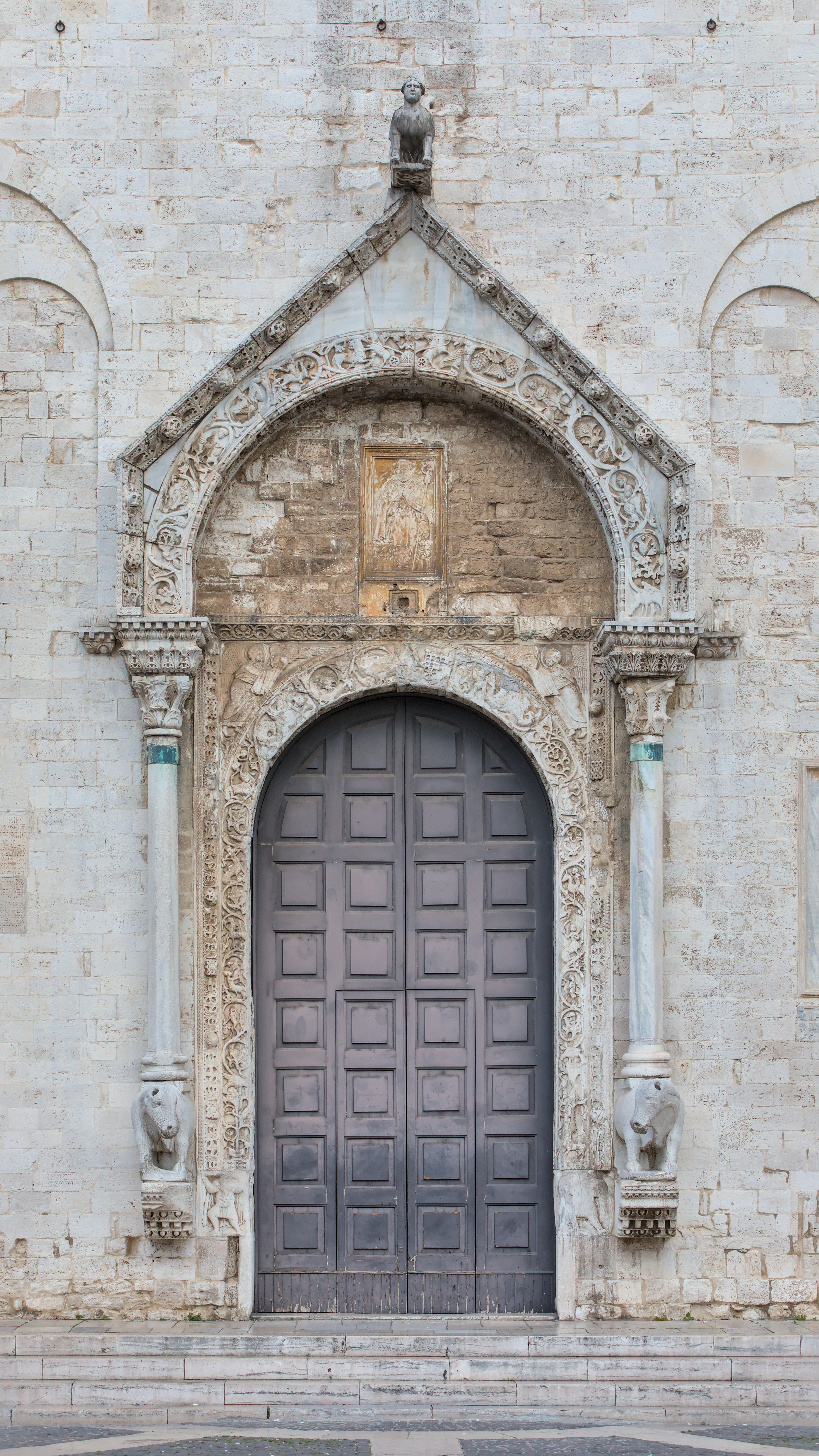
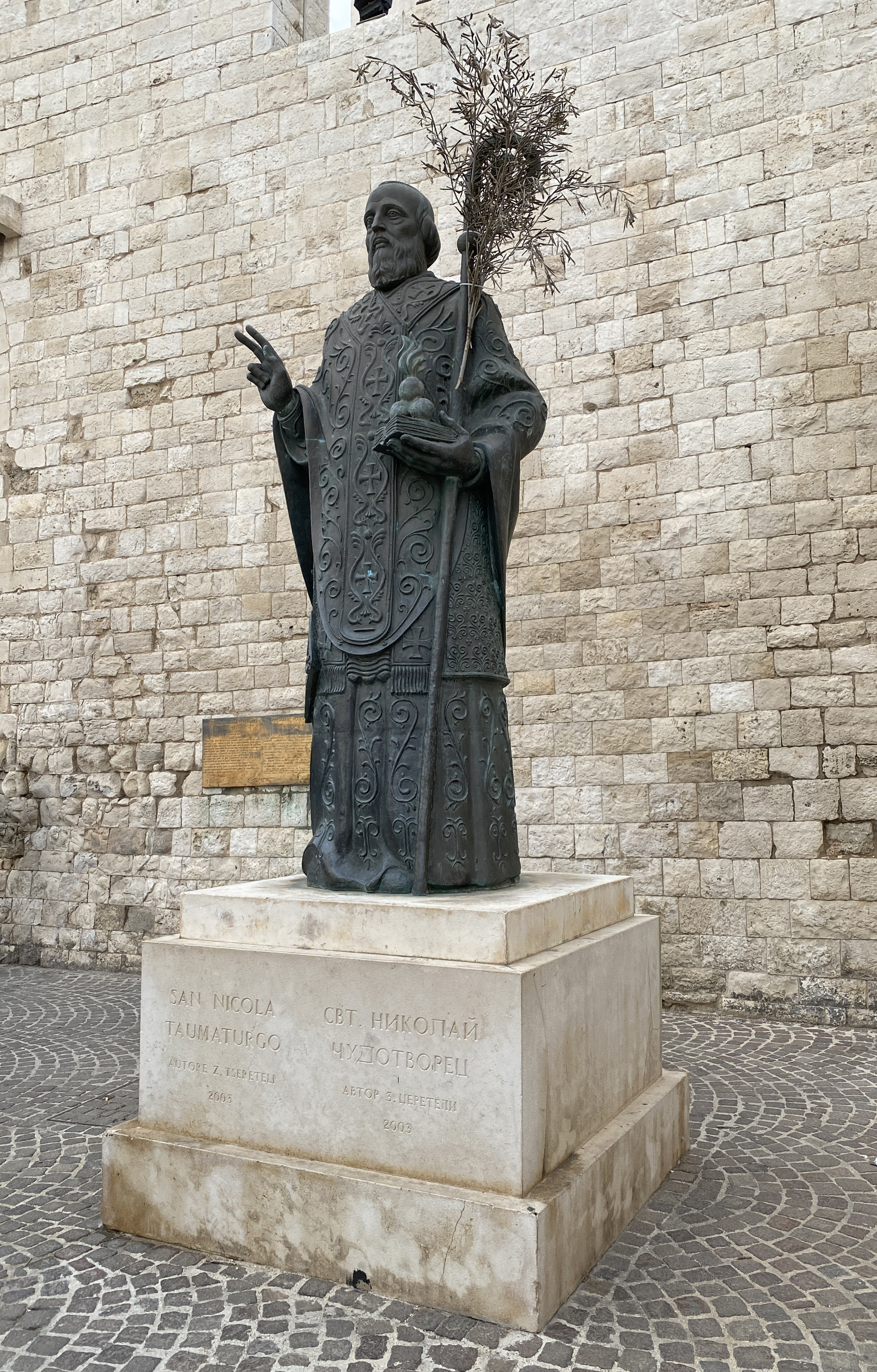

### Cathédrale de San Sabino
La cathédrale a été construite au XIe siècle, après la destruction de la ville en 1156 par Guillaume Ier de Sicile. Comme la basilique Saint-Nicolas, le bâtiment est de style roman des Pouilles : il a une façade simple, et, comme le reste du complexe, se caractérise par la présence de lésènes, d'arcs, et de fenêtres à meneaux. La rosace est majestueuse avec un cadre varié. Les trois portails, qui portent à l'intérieur, ont été construits au XIe siècle, mais ont été remodelés au XVIIIe siècle.

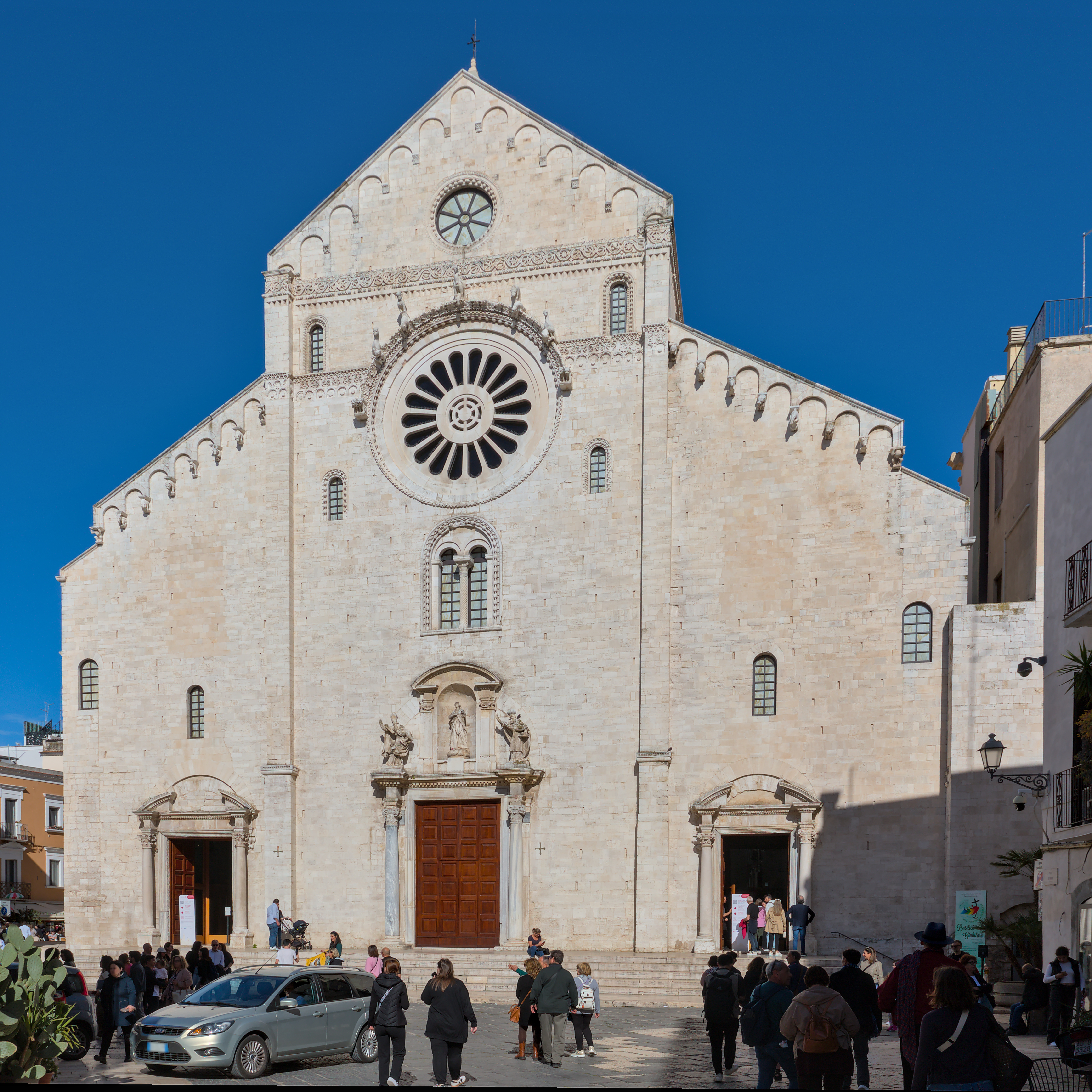
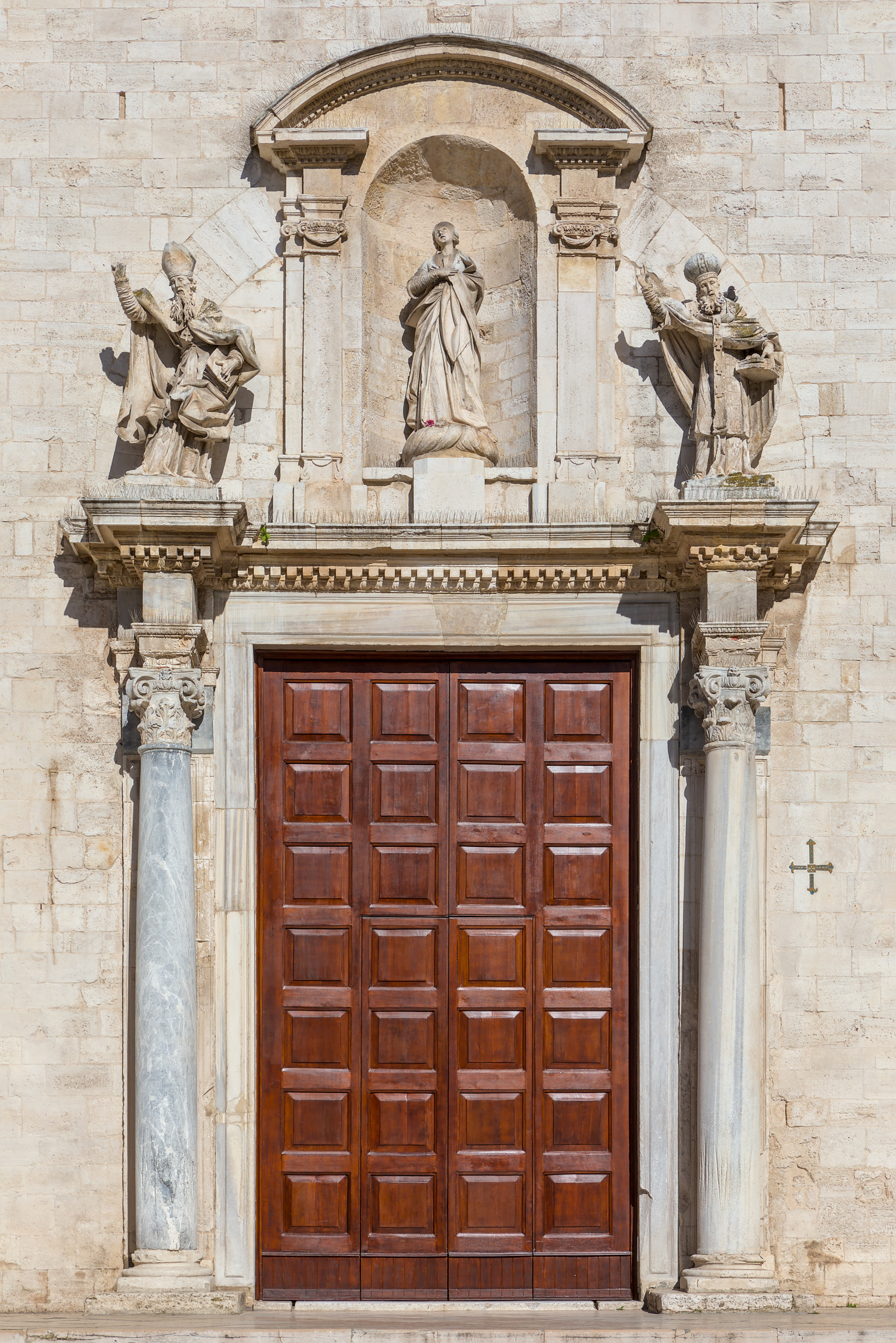
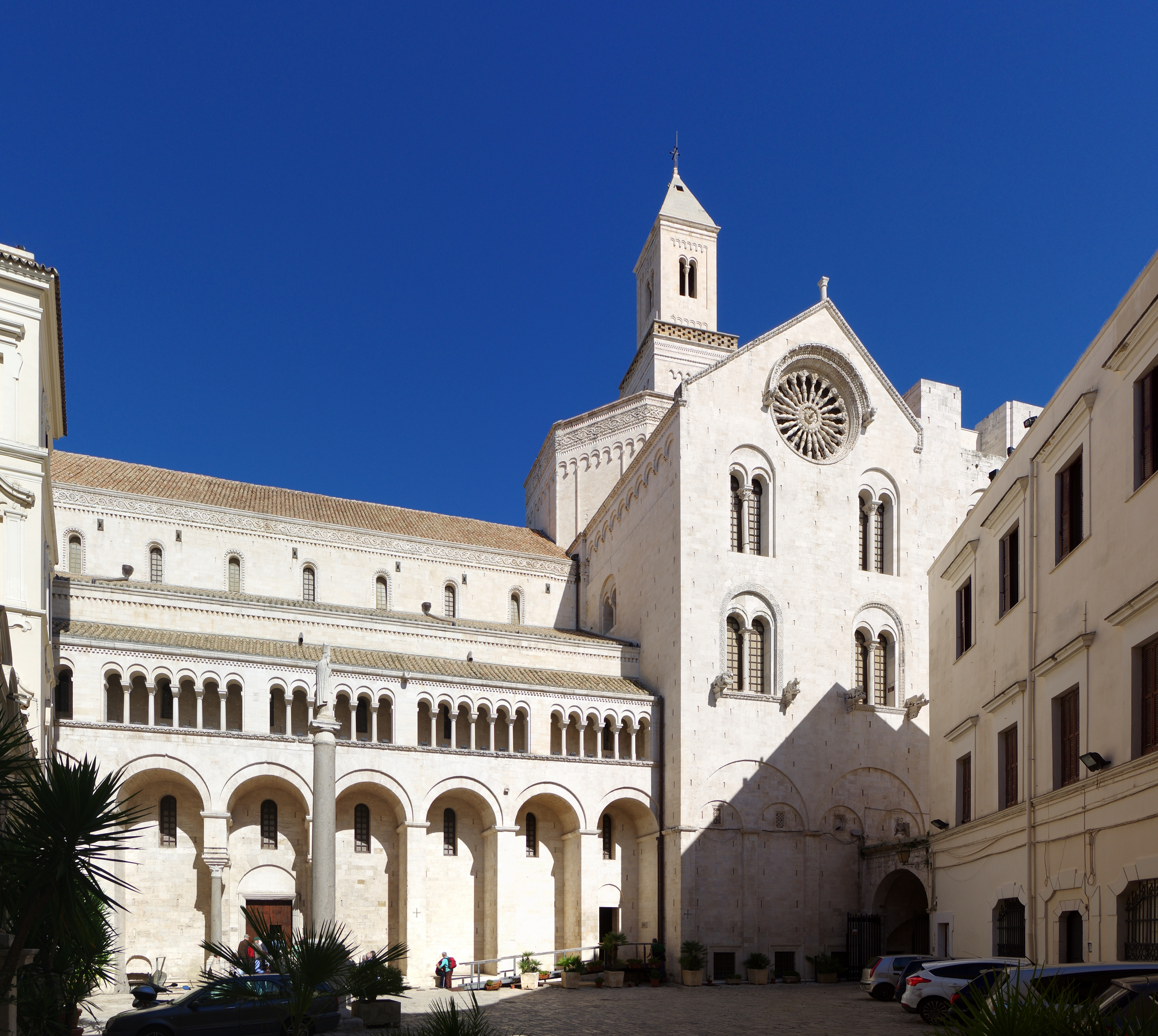
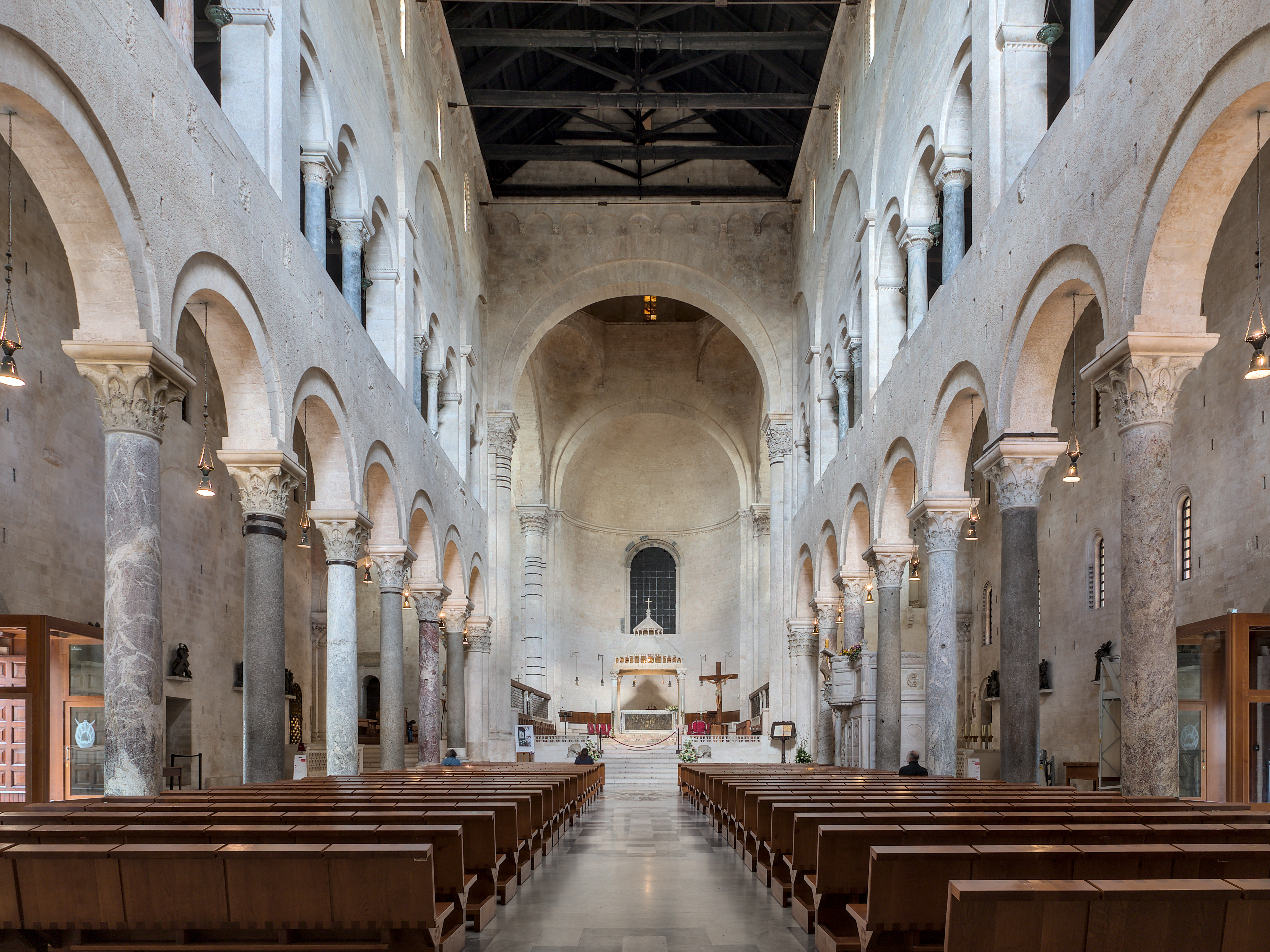
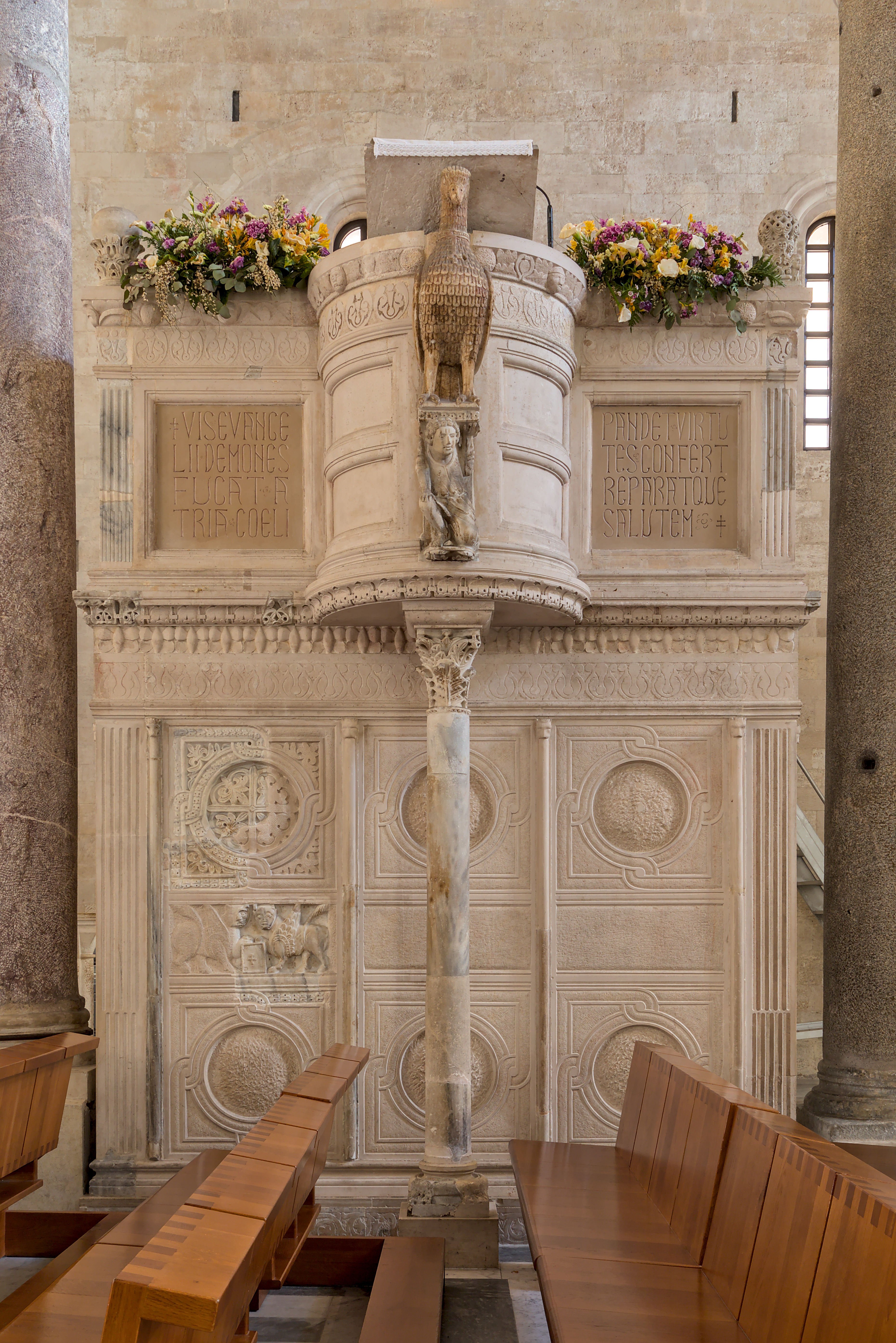
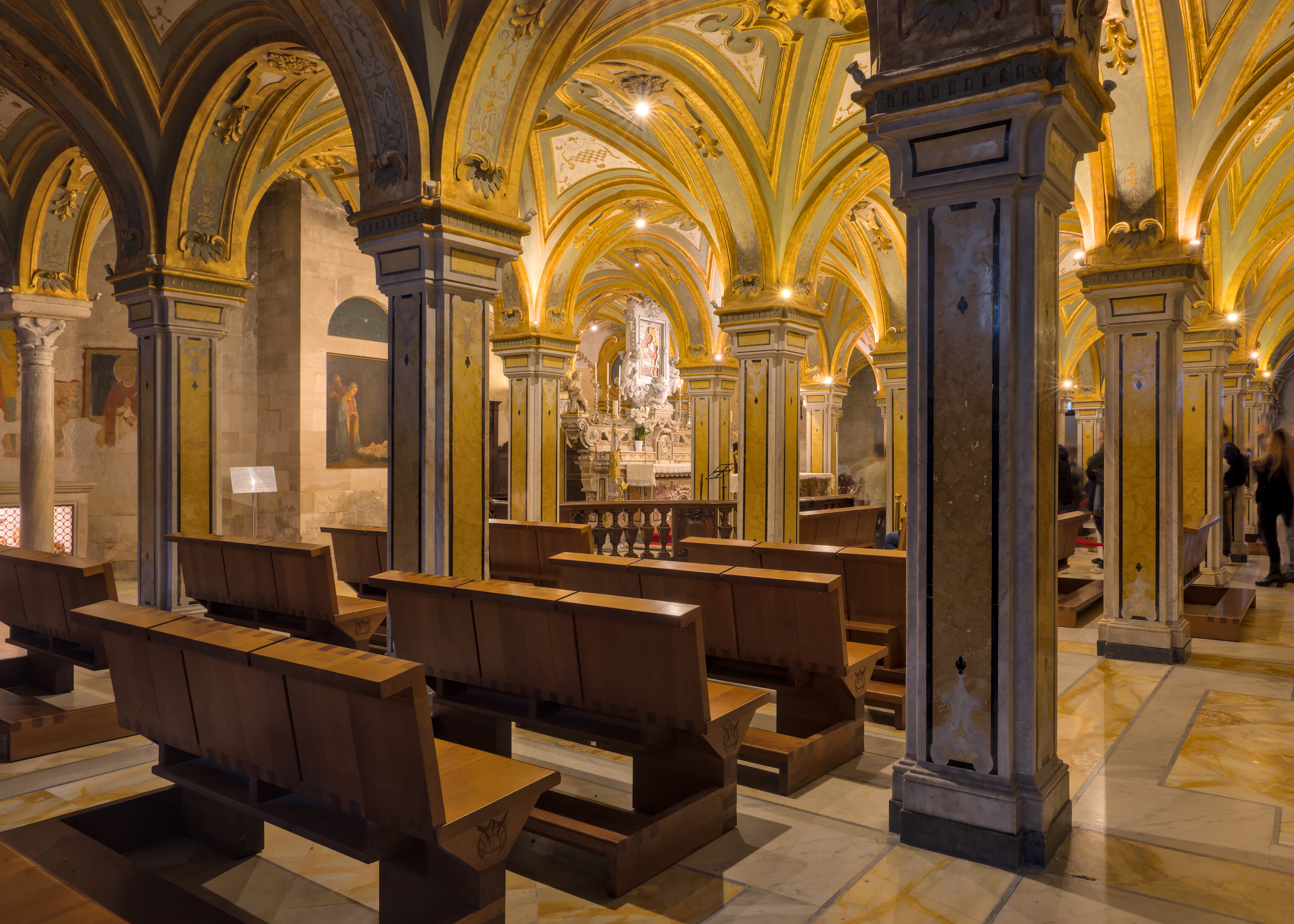

### Églises mineures
- Église de la Trinité

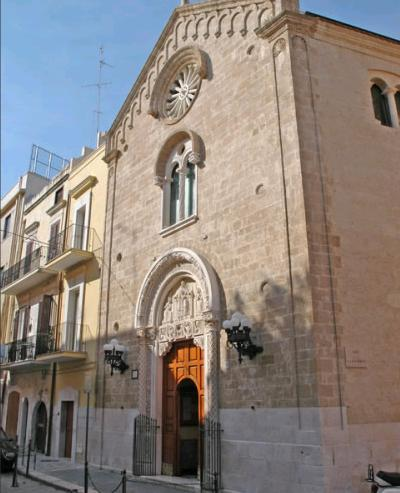
Chiesa di Santa Maria degli Angeli

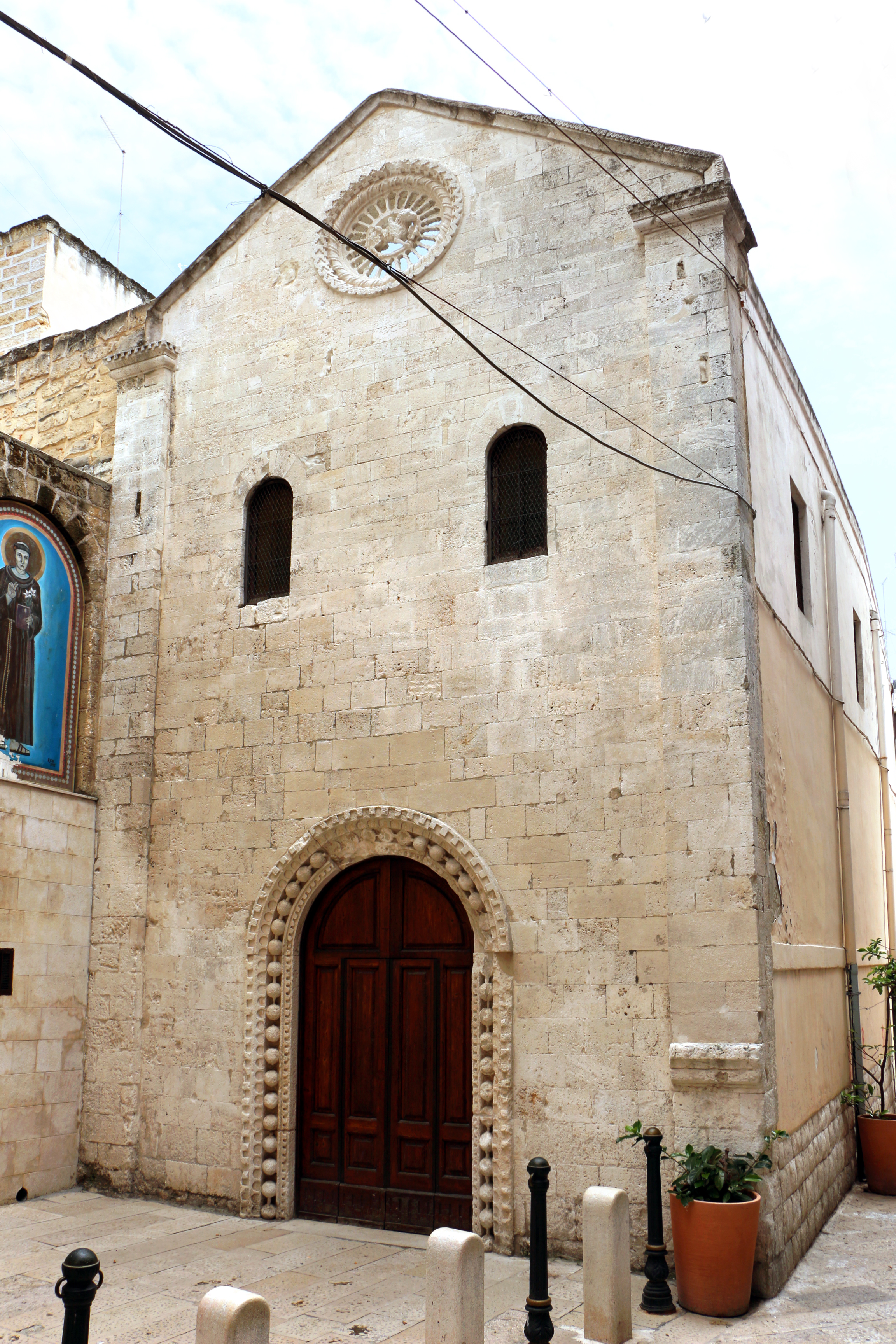
Chiesa di San Marco dei Veneziani

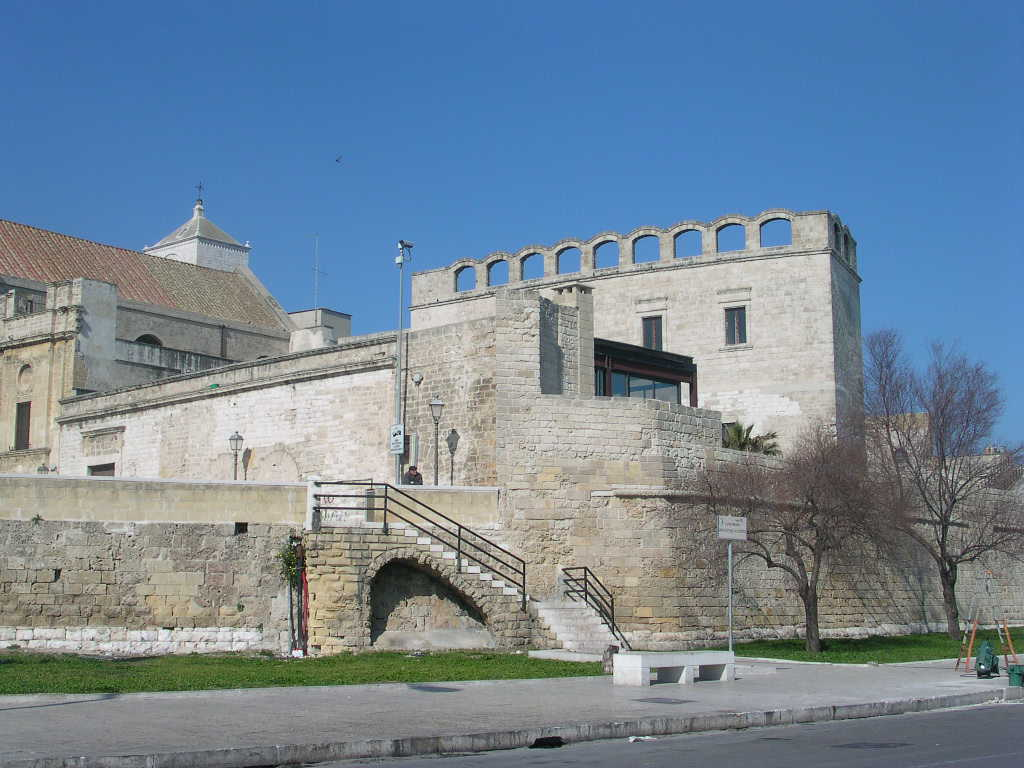
Santa Scolastica

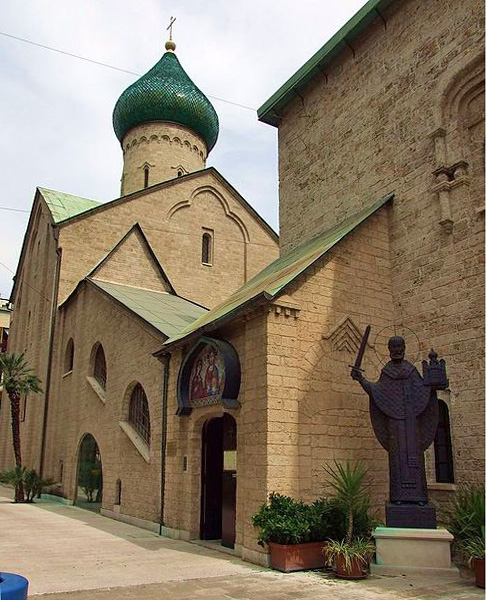
Chiesa russa

Construite en XIe siècle, l'église de la Trinité a subi une restructuration radicale au XXe siècle, lui donnant un aspect résolument moderne. Elle se compose d'un petit hall d'entrée avec trois arches et une nef ouverte. Quatre pierres tombales subsistent dans le hall, ainsi qu'une colonne appartenant à l'ancien complexe. L'église a deux portails. Sept scènes des Évangiles, constituées de feuilles de bronze, sont représentées sur la porte de gauche.
- Église Saint-Joseph

Érigée au VIIIe siècle, l'église Saint-Joseph est également connue sous le nom de Santa Maria Iurisannaci. Construite par la noble Romana Dottula en l'honneur de Marie, elle fut ensuite dédiée à saint Joseph. L'église en croix grecque abrite dans deux branches latérales des petits autels en marbre.
- Église de San Marco de Venise (Bari)

Cette église a été construite pour remercier la république de Venise qui, dirigée par le doge Pierre II Orseolo, avait libéré Bari des Sarrasins en 1002. L'église originale a été détruite lors des invasions de Guillaume Ier de Sicile. La façade a une rosace, l'intérieur comprend un seul compartiment, la sacristie est adjacente.
- Église Saint-Grégoire

Elle a été construite entre Xe et le XIe siècle et se compose d'un intérieur divisé en trois nefs qui se terminent par trois absides.
- Église Sainte-Scholastique

Le complexe de sainte Scholastique, datant d'une période comprise entre le huitième siècle et XIe siècle, comprend une église et un monastère. La façade du XVIIIe siècle est divisée par trois lésènes. Le clocher est bâti à droite du bâtiment. Le sol de l'intérieur à trois nefs est décoré de faïence polychrome. Une petite échelle permet d'atteindre un compartiment supérieur qui abrite un petit musée des reliques et des ornements.
- Église Saint-Pelagia

Probablement construit dans le XIIe siècle, l'église Saint-Pelagia est actuellement consacrée à Sainte-Anne. L'intérieur est orné d'un crucifix, d'un autel en bois doré, de quatre statues de saints et de nombreux tableaux.
- Église de Jésus

Cette église, symbole de la puissance des jésuites à Bari, remonte au XVIe siècle. L'élégance de sa façade souligne la majesté de l'église qui s'ouvre sur le tarmac. L'intérieur se compose d'une seule nef avec voûte en berceau.
- Église de Sainte-Thérèse d'hommes

Le complexe de Santa Teresa dei maschi a été construit en deux phases : le couvent du 1671 et l'église du 1690. La façade du style de la Renaissance est divisée en trois parties par des pilastres et se caractérise par un portail avec un escalier. L'intérieur à croix grecque est orné de peintures d'Andrea Miglionico datant du XVIIIe siècle.
- Église Saint-Michel

L'église baroque de San Michele a trois autels, un principal et deux sur les murs latéraux. Par un escalier, il est possible de descendre dans la crypte où, selon la tradition, ont été temporairement conservées par l'abbé Elias les reliques de saint Nicolas de Myre.
- Église del Vallisa

Cette église date du XIe siècle. Les récentes rénovations ont radicalement changé l'aspect de la construction originale. L'intérieur à trois nefs est délimité par quatre colonnes. Le bâtiment n'est plus utilisé pour les services religieux et accueilel des manifestations culturelles.
- L'église de Saint-Ferdinand

Cette église, première église du quartier Murat, a été construite à demande de l'archevêque Michele Basilio Clary et du roi Ferdinand II de Bourbon. Le projet original de Fausto Nicolini est constitué d'une structure parallélépipédique avec des références évidentes aux colonnades néo-classiques dans le vestibule. Le bâtiment a été modifié par Saverio Dioguardi en 1932, adoptant le style rationaliste.

### L'église russe de Bari
La construction de l'édifice sacré réservé au culte orthodoxe a été commencée en 1911 par la Société impériale orthodoxe de Palestine, mais la première pierre a été posée en 1913 et l'édifice a été achevé seulement après la Première Guerre mondiale. En 2007 lors de la visite du Premier ministre russe Vladimir Poutine à Bari, l'église a été donnée à la Russie.

## Architecture militaire

### Château Normand-Souabe
Le château est une forteresse construite en 1131 par Roger II de Sicile. Presque entièrement détruit en 1156 par Guillaume Ier de Sicile, il est rapidement reconstruit par Guido le Vast, sur ordre de Frédéric II du Saint-Empire. Après les interventions de Frédéric II, au XVIe siècle, plusieurs autres modifications ont été réalisées pour s'adapter aux besoins défensifs. L'ensemble comprend d'imposantes murailles rythmées par des tours carrées au-dessus d'un fossé large et profond.

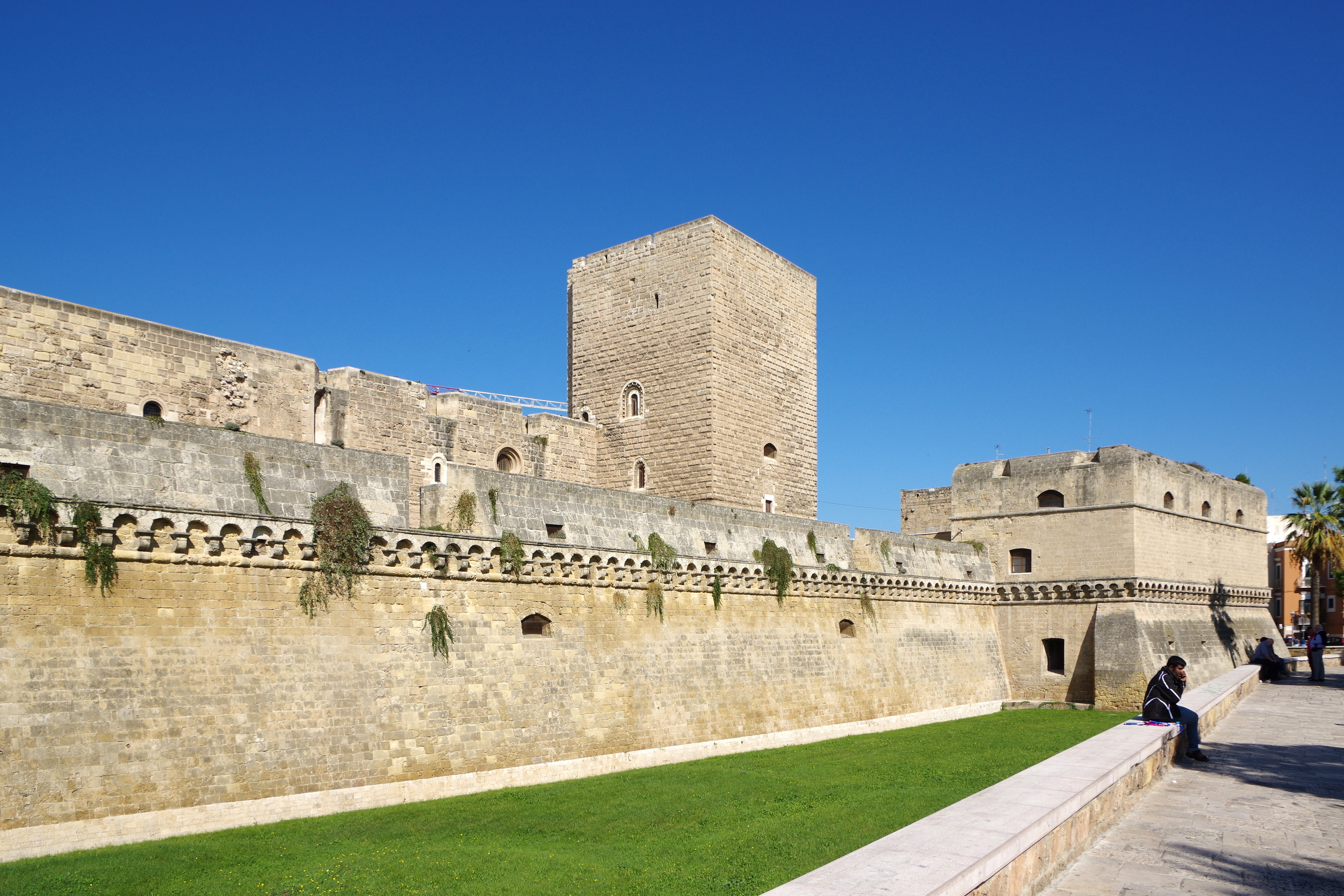
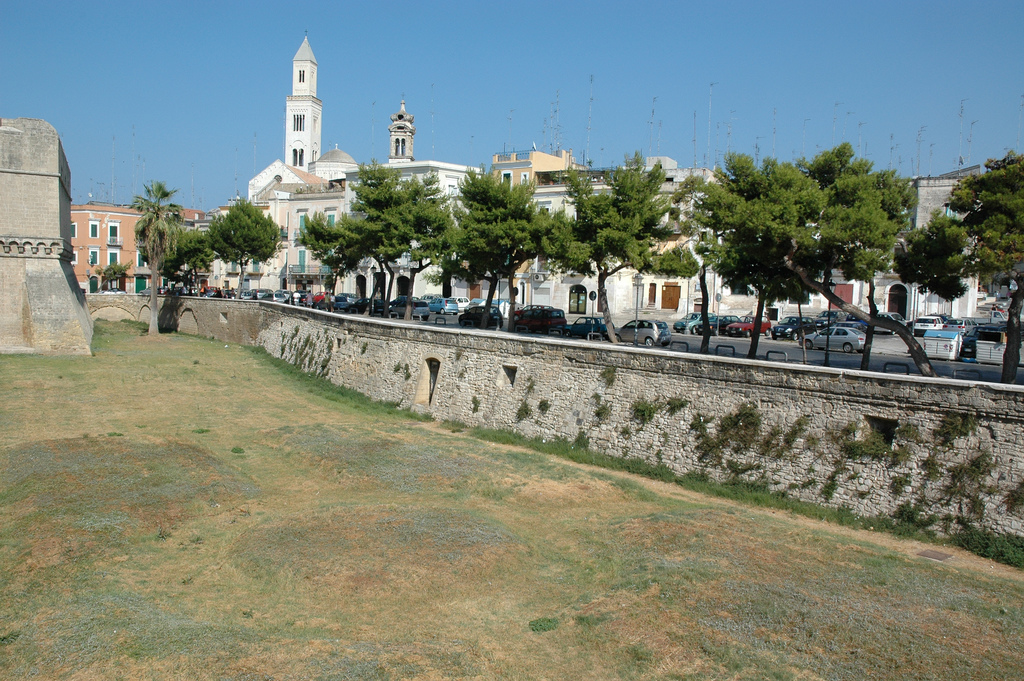
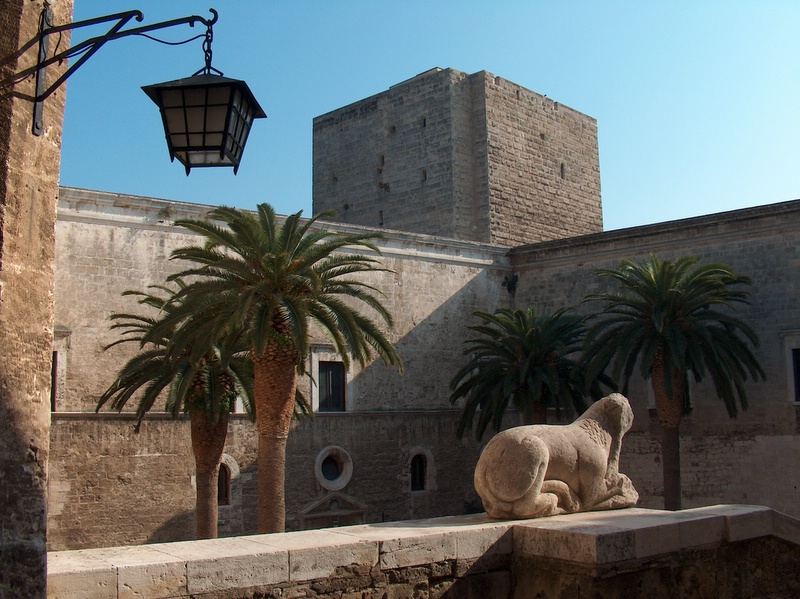
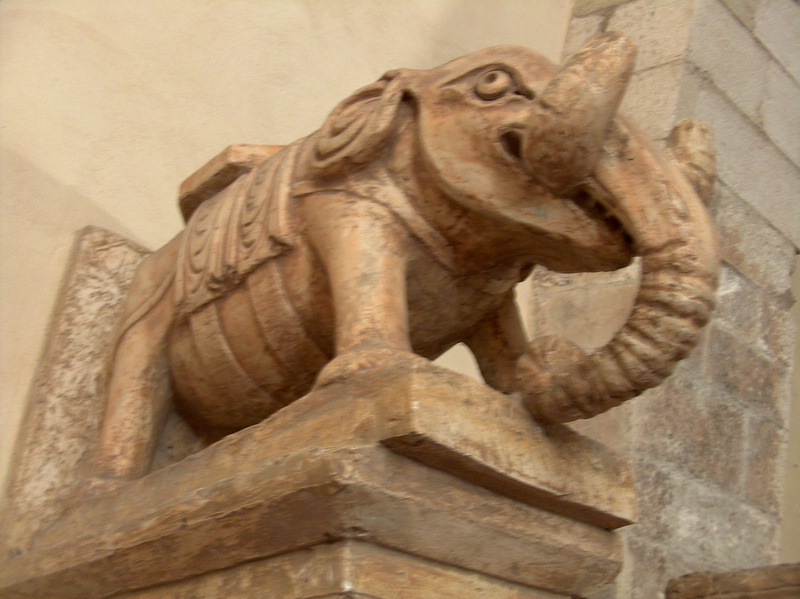
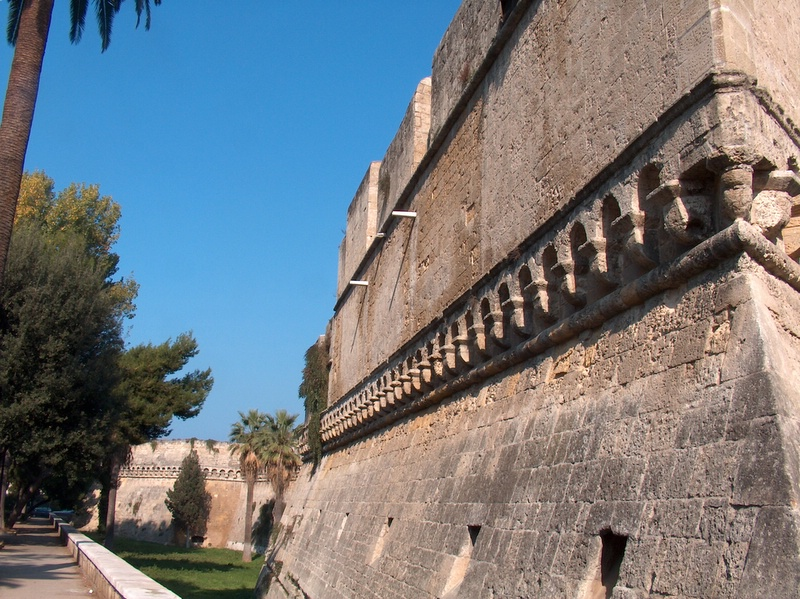
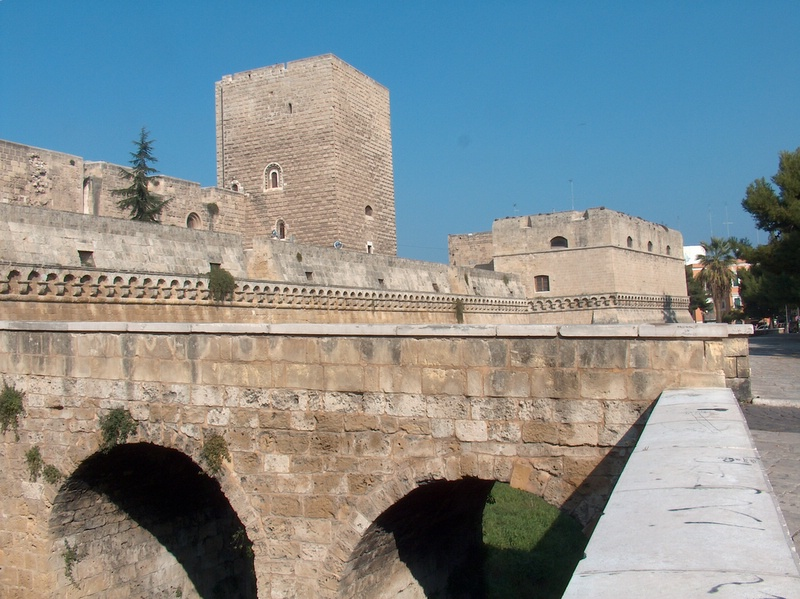
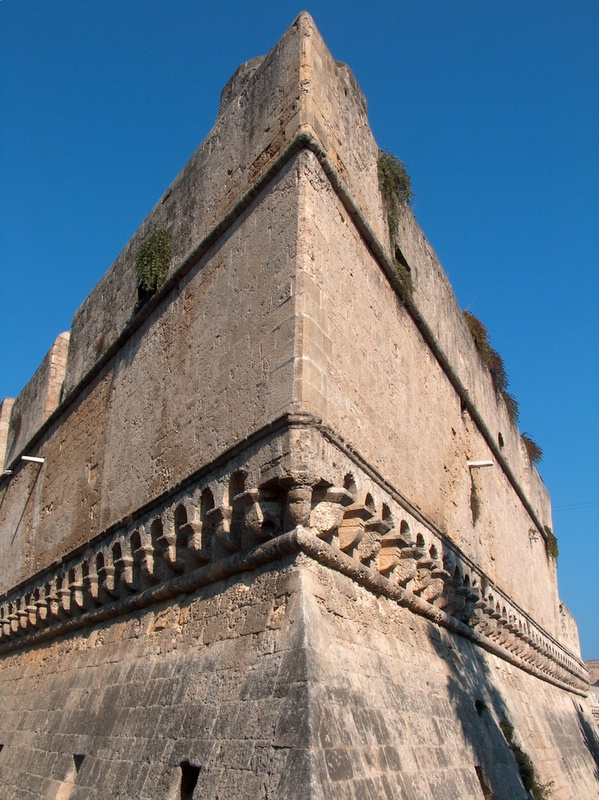
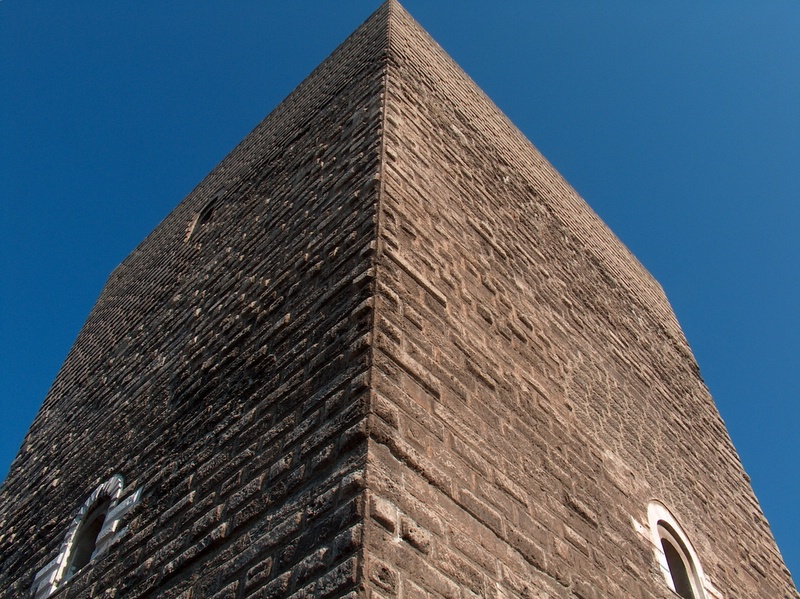

### Forteresse de Saint-Antoine abbé

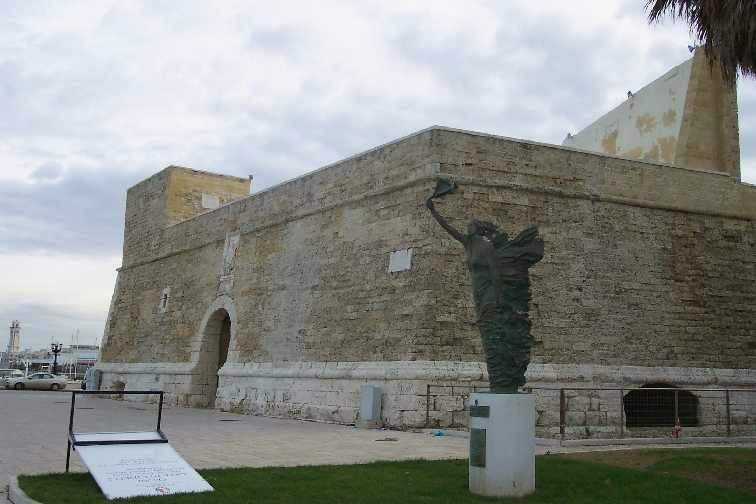
Forteresse de Saint Antoine abbé

Le Fortino di Sant'Antonio abate a été construit pour fins défensives. La date de construction n'est pas déterminée, mais certaines sources citent le fort dans le XIVe siècle. Détruite par le baresi en 1463, a été reconstruite au XVIe siècle sur ordre d'Isabelle d'Aragon.
Une belle statue en bois du saint, auquel est dédié le bâtiment, est située dans une chapelle dans le couloir.
Les visiteurs peuvent visiter cette chapelle seulement le 17 janvier. La chapelle est également intéressante pour une peinture d'un artiste inconnu représentant saint Antoine abbé.
Ses espaces sont actuellement utilisés pour des événements culturels.

## Places
- Piazza del Ferrarese

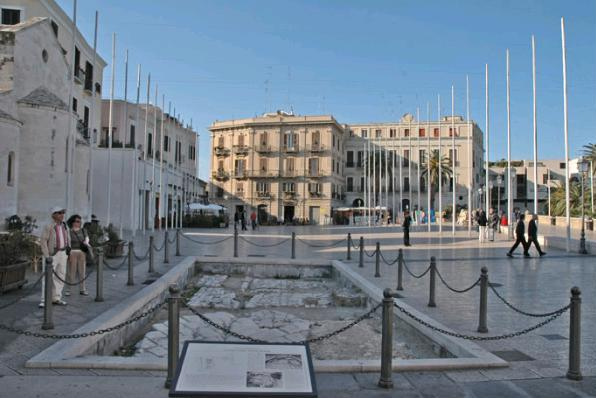
Piazza Ferrarese

La piazza del Ferrarese est une place avec une vue sur le lungomare Imperatore Augusto, face au vieux port et à la partie sud du centre de la ville. Ce lieu permet d'avoir une vue magnifique sur la mer, notamment le soir. Des traces de la Via Appia Traiana construite par les Romains au début du IIe siècle apr. J.-C. ont été récemment découvertes sous son pavement.
- Piazza Odegitria

Cette place constitue une petite clairière au cœur de la vieille ville. La cathédrale de San Sabino s'y dresse majestueusement. Elle est située à proximité des Jardins Isabelle d'Aragon et du château.
- Piazza San Nicola

La basilique Saint-Nicolas, symbole de la ville et un des monuments les plus admirés de Bari, est située sur cette place animée de la vieille ville. Récemment, une statue représentant le saint, offerte par le président russe Vladimir Poutine, y a été érigée.
- Piazza della Libertà

Cette petite place est située sur le cours Vittorio Emanuele II, en face du Teatro Piccinni.
- Piazza del Mercantile

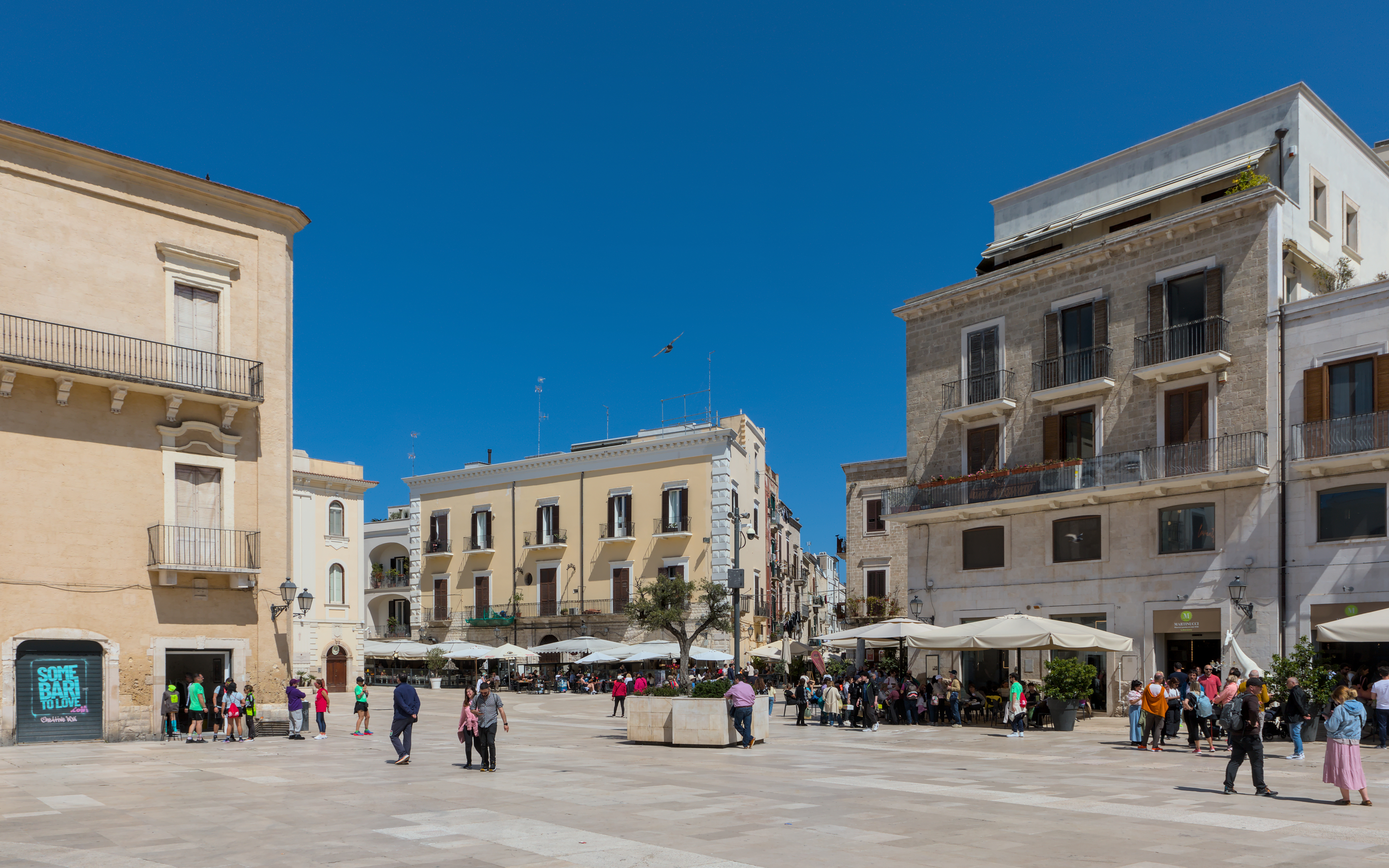
La Piazza Mercantile

Au cœur du centre historique, c'est une place animée qui est visitée par de nombreux visiteurs. Elle est aussi un lieu de rencontre pour de nombreux baresi. La célèbre colonne de la justice, qui y était utilisée autrefois, est l'icône et le symbole de cette place. Les débiteurs frauduleux y étaient liés et laissés là aux cruautés de la population. La place abrite toujours le Sedile, édifice où se retrouvaient les nobles de Bari.
- Piazza Umberto I

La place Umberto I est la plus grande place de la ville. Entouré de verdure et situé presque au centre de la nouvelle ville, c'est l'un des lieux de rencontre favoris de Bari. La fontaine monumentale en face à l'Université a été inaugurée en 1915 célébrer l'achèvement de la construction de l'Aqueduc des Pouilles.
- Piazza 4 novembre

La piazza 4 novembre est une petite place, qui fait le lien entre les lungomare Nazario Sauro et lungomare Imperatore Augusto. La place offre de belles vues sur la mer.
- Piazza Giuseppe Massari

La place est située entre les Jardins Isabelle d'Aragon et le Château Souabe, à quelques dizaines de mètres de la cathédrale.
- Piazza Giuseppe Garibaldi

La piazza Giuseppe Garibaldi est une grande place dans le centre-ville, agrémentée d'arbres, de parterres de fleurs et d'éléments naturels. C'est l'une des plus luxuriantes des places du centre.
- Piazza Aldo Moro

La place Aldo Moro, de forme ovoïdale, est un grand espace ouvert, étape obligatoire pour ceux qui arrivent à Bari par le train. Elle se situe en face de la gare centrale. Ouverte à la circulation automobile, le chao qui peut y régner est tempéré par la présence d'une fontaine monumentale en son centre. La place est aussi le terminus de plusieurs lignes de transports publics urbains. Un buste d'Aldo Moro a été érigé dans le quadrant nord-ouest des jardins.
- Piazza Antonio Gramsci

La luxuriante place Antonio Gramsci est située à proximité de la plage Pane e Pomodoro. L''été la plage est littéralement prise d'assaut par ceux qui cherchent un refuge contre la congestion et de l'agitation du centre-ville.
- Piazza Armando Diaz

La piazza Armando Diaz est un endroit des plus agréables. La place est située sur le lungomare Nazario Sauro. Elle offre, surtout la nuit, une vue pour le moins impressionnante sur toute la vieille ville.
- Piazza degli Eroi del Mare

La place des Héros de la mer est un endroit panoramique et unique à Bari.
- Piazza Giulio Cesare

Cette place, située en face de l'hôpital Polyclinique, a été récemment modernisée.

## Lungomare
- Lungomare Imperatore Augusto

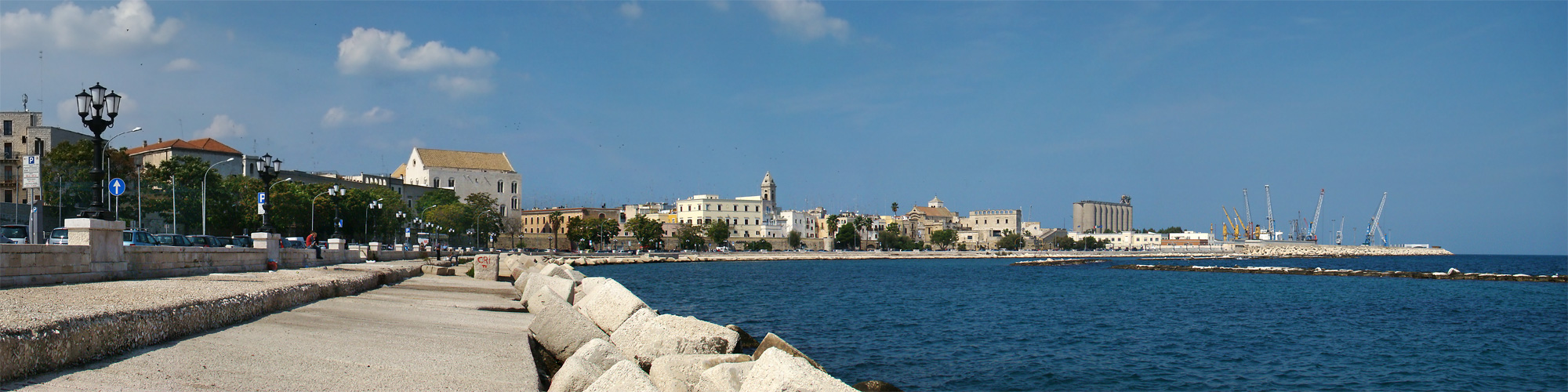
Vue le long du Lungomare Imperatore Augusto

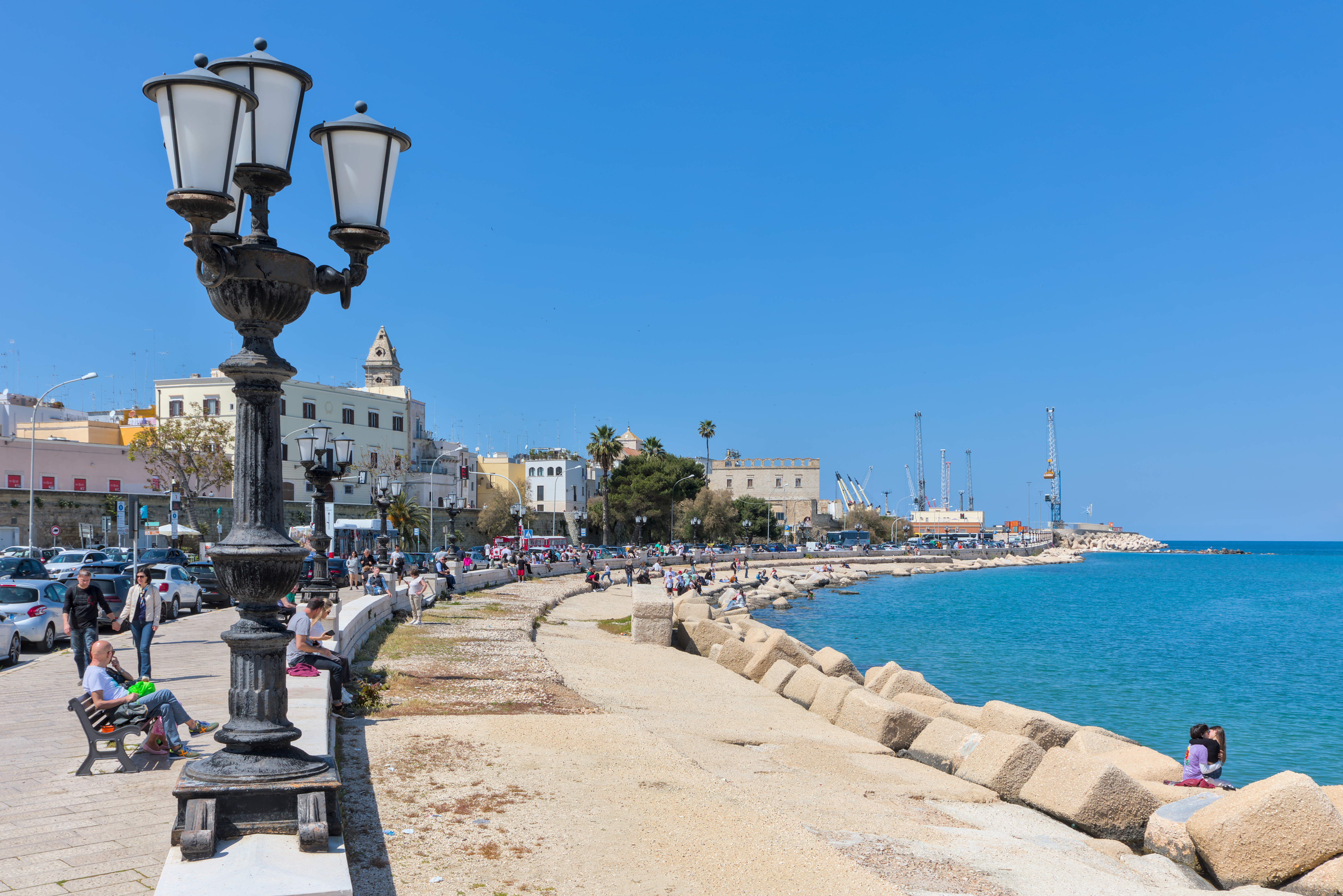
Lungomare Imperatore Augusto

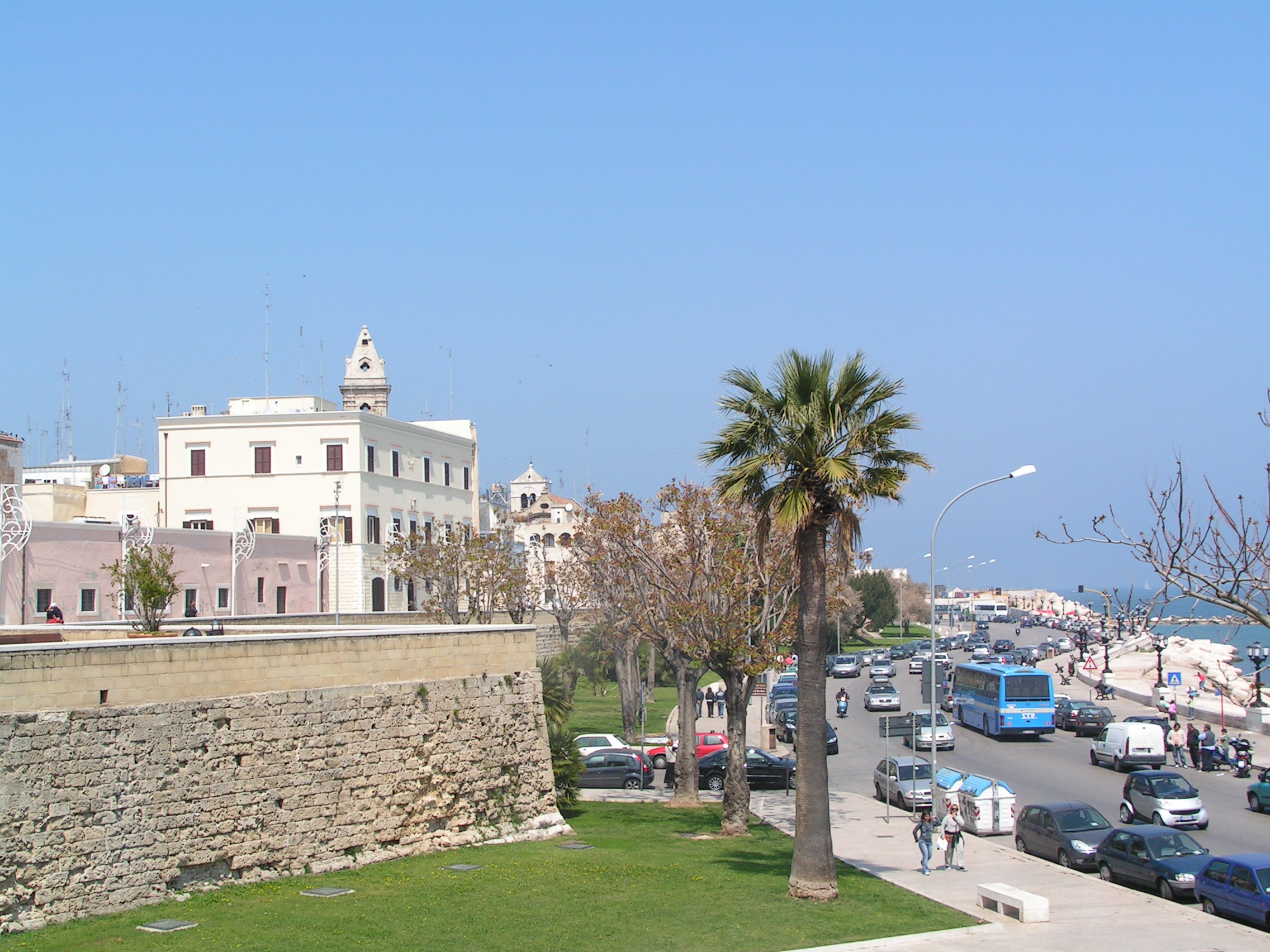
Lungomare Imperatore Augusto

Cette grande voie va de Piazzale Colombo, sur le nouveau port, jusqu'à Piazza Eroi del Mare, sur le vieux port. La rue suit le tracé des vieux murs de la vieille ville, surplombant des tours et des dômes pittoresques, et offrant une vue remarquable sur la mer et la vieille ville. À mi-chemin, un passage ouvert dans le mur de la ville antique permet de rejoindre le parvis de la Basilique San Nicola.
- Lungomare Araldo di Crollalanza

La promenade permet de joindre la Piazza degli Eroi del Mare à la Piazza Armando Diaz.
- Lungomare Nazario Sauro

Ce lungomare constitue également une promenade le long de la côte allant du rond-point de la Piazza Armando Diaz, passant pour la pinacothèque provinciale, et aboutissant à la plage Pane e Pomodoro.

## Parcs et jardins

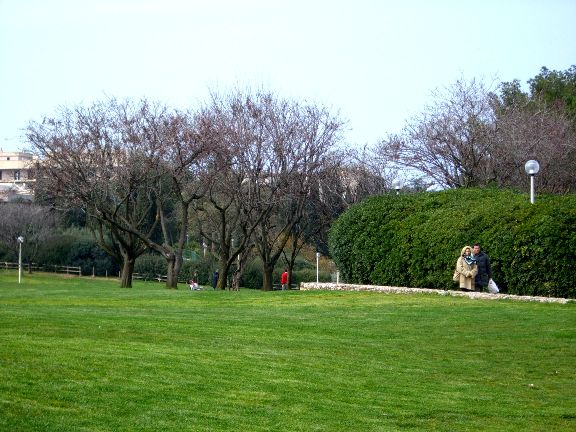
Parco 2 giugno

Dans les années 1950, Bari était connue pour être une ville entourée par une campagne caractéristique avec ses maquis et ses oliviers. Des fermes avec de grands jardins et des palmiers subsistaient encore à l'intérieur de la ville.
Aujourd'hui, la ville a peu d'espaces verts :
- Parco 2 giugno (Parc 2 juin)

Le parc urbain le plus grand est situé dans le quartier Carrassi à la périphérie du centre-ville.
- Pineta San Francesco (bois Saint-François)

Grand bois situé dans la zone utilisée pour la Foire du Levant, cette zone verte, loin du centre-ville et à proximité de l'artère principale Via Napoli (boulevard Napoli), est bordée par le torrent Lamasinata (plus connu sous son nom populaire Canalone), qui se jette dans la mer par une plage de sable.
- Ecopoli

Nouveau parc dans le quartier Japigia créé pour éduquer au recyclage.
- Parco di Viale Europa (parc du boulevard Europe)

Parc situé dans le quartier San Paolo.
- Parco Perotti (parc Perotti)

Parc créé à la suite de la démolition de bâtiments résidentiels abusifs qui défiguraient l'environnement.
Dans le quartier Murat, on trouve des jardins très anciens comme Piazza Garibaldi, Piazza Umberto, près de l'université, et les charmants Giardini Isabella d'Aragona (jardins Isabelle d'Aragon) qui ont vue sur la mer.

## Plages

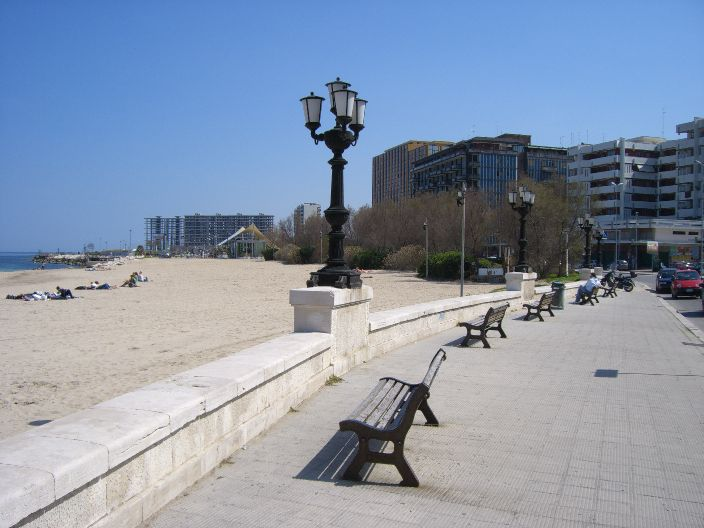
Plage de Pane e Pomodoro

Bari, ville au bord de la mer, a de nombreuses plages publiques et privées réparties le long de la côte qui bordent entièrement la ville. La plage privée historique est Lido San Francesco, à l'ouest.
Les plages publiques principales sont :
- Canalone : Plage de sable, près du bois de Saint-François.
- Pane e Pomodoro : Plage publique historique de Bari, située à l'est, qui a été rénovée ces dernières années, avec équipements, jardins, piste cyclable.
- Torre Quetta : Dernière plage rénovée, extension de Pane e pomodoro, bien plus grande que la première.